# Plebiscito sullo scioglimento del Landtag prussiano
Il plebiscito sullo scioglimento del Landtag prussiano (o Dieta prussiana) fu una consultazione popolare che si tenne in Prussia, Stato federato della Repubblica di Weimar, il 9 agosto 1931. Il plebiscito fu indetto a seguito di una petizione popolare, presentata dall'organizzazione antirepubblicana di destra Stahlhelm, al fine di ottenere lo scioglimento anticipato dell'assemblea legislativa della Prussia e provocare, di conseguenza, la caduta del governo prussiano guidato dal socialdemocratico Otto Braun. Il plebiscito fallì a causa del mancato raggiungimento del quorum del 50% degli aventi diritto di voto, essendosi recato alle urne solo il 39,21% di essi.
Nonostante si trattasse di un'iniziativa delle forze politiche di destra, tra cui il Partito Nazionalsocialista Tedesco dei Lavoratori (NSDAP) di Adolf Hitler, l'Internazionale Comunista controllata da Iosif Stalin schierò il Partito Comunista di Germania (KPD) a sostegno del plebiscito. In virtù della teoria del socialfascismo, i comunisti consideravano i socialdemocratici nemici ancora più pericolosi dei partiti di destra, cosicché aderirono al plebiscito con l'obiettivo di accelerare il crollo del sistema capitalista, che giudicavano vicino. Nella campagna propagandistica comunista la consultazione popolare fu ribattezzata "plebiscito rosso" (roter Volksentscheid). In riferimento alla particolare composizione della coalizione plebiscitaria, l'evento è talvolta ricordato anche come "plebiscito rossobruno" (rot-brauner Volksentscheid). La linea di sostegno al plebiscito seguita dall'Internazionale Comunista fu duramente criticata da Lev Trockij e da varie organizzazioni comuniste dissidenti.
Il fallimento del plebiscito rappresentò una temporanea battuta d'arresto per Hitler, ma la partecipazione dei comunisti acuì il contrasto che li opponeva ai socialdemocratici, contribuendo alla mancata formazione di un efficace blocco antinazista e dunque al successivo crollo della Repubblica di Weimar.

## Contesto storico

### La situazione politica del Reich
Nei primi anni 1930 la forte instabilità politica che caratterizzava la Repubblica di Weimar si aggravò, a causa della crescente pressione di forze non costituzionali della destra nazionalista e della sinistra marxista rivoluzionaria.
Nel marzo 1930 il presidente del Reich Paul von Hindenburg fece uso dei larghi poteri conferitigli dalla Costituzione di Weimar per porre fine alla grande coalizione guidata dal cancelliere socialdemocratico Hermann Müller. La Costituzione infatti attribuiva al presidente del Reich il potere di emettere decreti d'emergenza con forza di legge, scavalcando così il Reichstag. Hindenburg si risolse a questo passo per due motivi, che erano la rissosità dei partiti minori di governo nel dibattito sui sussidi di disoccupazione e, soprattutto, la propria dichiarata volontà di escludere i socialdemocratici dal governo.
Hindenburg impose quindi un governo di minoranza sostenuto da una coalizione composta da partiti borghesi di centro. La carica di cancelliere del Reich fu affidata a Heinrich Brüning, membro del Partito di Centro Tedesco (Centro). Gli altri partiti rappresentati nel governo Brüning da almeno un ministro erano il Partito dello Stato Tedesco (DStP), il Partito Popolare Tedesco (DVP), il Servizio Popolare Cristiano-Sociale (CSVD) e il Partito Popolare Conservatore (KVP).
Le elezioni federali del settembre 1930 confermarono il Partito Socialdemocratico di Germania (SPD) come prima forza politica, seppur in vistoso calo rispetto alle elezioni di due anni prima, e segnarono la forte crescita, fino all'affermazione come seconda forza politica, del Partito Nazionalsocialista Tedesco dei Lavoratori (NSDAP) di Adolf Hitler. La terza forza politica, in leggera crescita rispetto alle precedenti elezioni, era il Partito Comunista di Germania (KPD), il più grande e potente partito comunista dopo quello sovietico e ritenuto «la migliore sezione dell'Internazionale Comunista nei Paesi capitalisti». Al fine di scongiurare la prospettiva di una presa del potere da parte di Hitler, dopo le elezioni l'SPD intraprese una politica di "tolleranza" parlamentare (Tolerierungspolitik) verso il governo Brüning, considerandolo il "male minore" (kleinere Übel).

### La situazione in Prussia
La Prussia era di gran lunga il più esteso, popoloso e importante dei Länder tedeschi. Il suo controllo assumeva dunque un ruolo cruciale negli equilibri politici del Reich, come ben espresso dal detto «Chi ha la Prussia, ha il Reich» (Wer Preussen hat, hat das Reich). Fin dal 1920 il governo prussiano era formato dai tre partiti della coalizione di Weimar (SPD, Centro, DStP) e dal 1925 era guidato dal ministro presidente socialdemocratico Otto Braun, al suo terzo mandato non consecutivo. La carica di ministro dell'interno, di grande importanza essendo a capo delle efficienti forze di polizia dell'intera Prussia e di Berlino, era anch'essa ricoperta da un socialdemocratico, Carl Severing.
La situazione determinatasi dopo le elezioni federali del 1930 rendeva il governo centrale di Brüning e il governo prussiano di Braun reciprocamente dipendenti: l'SPD non poteva far cadere il primo senza provocare la caduta del secondo, mentre il Centro non poteva liquidare la coalizione prussiana senza mettere in pericolo il governo del Reich. La Prussia rappresentava quindi l'ultimo bastione repubblicano in Germania e per questo motivo gli attacchi contro il governo Braun si intensificarono.

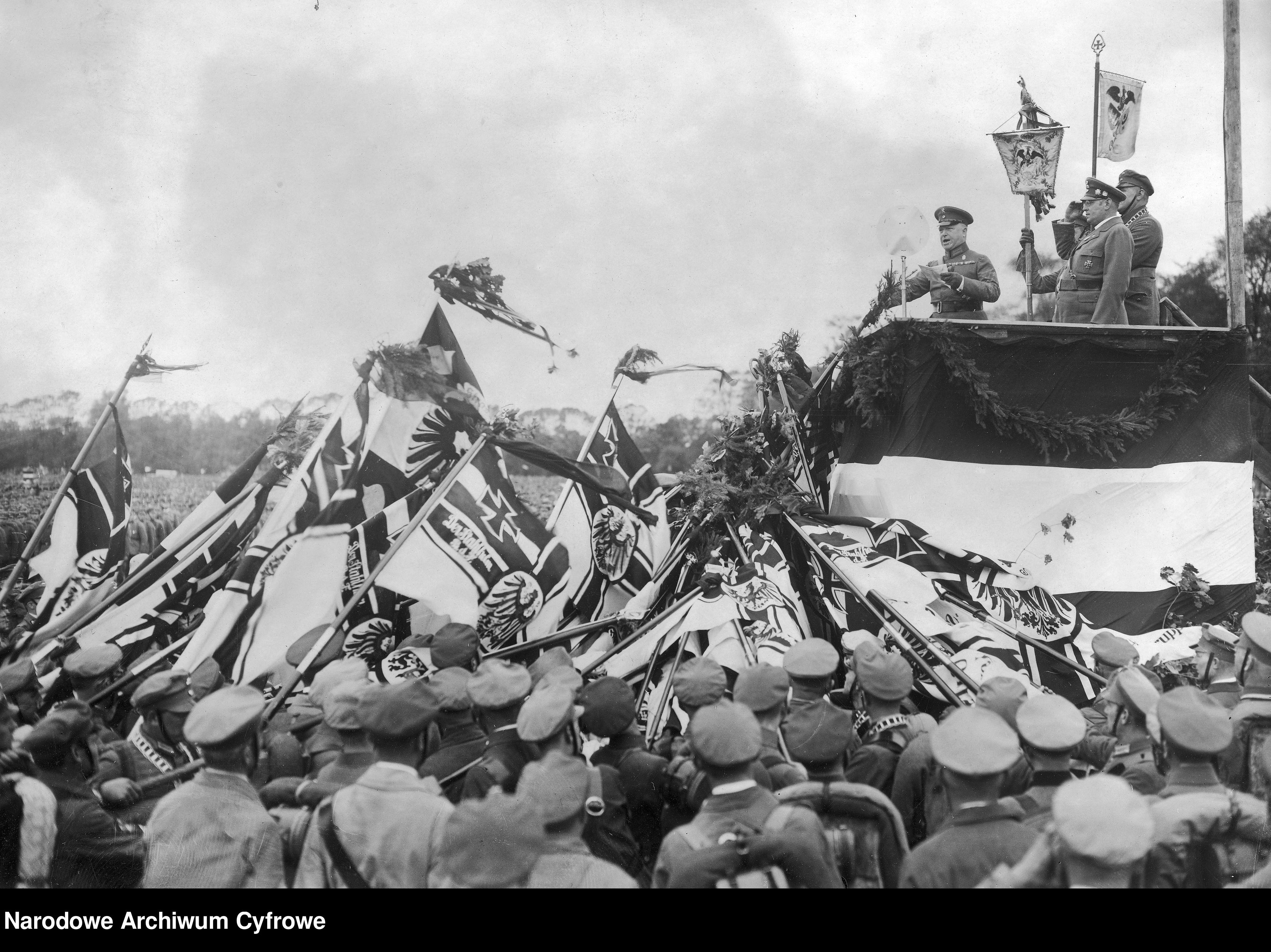
"Giornata nazionale dei soldati del fronte" dello Stahlhelm, Coblenza, 5 ottobre 1930. In quest'occasione Franz Seldte, sul palco di fianco all'oratore Theodor Duesterberg, preannunciò l'attacco al governo prussiano.

Tra i più strenui avversari del governo prussiano vi era lo Stahlhelm, gli "elmetti d'acciaio", un'organizzazione di reduci del disciolto esercito imperiale e dei corpi franchi (Freikorps), su posizioni di destra nazionalista e monarchica. Proibito dal governo prussiano in Renania e Vestfalia nell'ottobre 1929 per aver compiuto esercitazioni militari illegali, lo Stahlhelm fu nuovamente autorizzato nel luglio 1930 su pressione del presidente Hindenburg e attraverso l'intermediazione del cancelliere Brüning e del ministro dell'interno del Reich Joseph Wirth, anch'egli centrista. Il 5 ottobre, alla "giornata nazionale dei soldati del fronte" tenutasi a Coblenza con la partecipazione di oltre 100 000 affiliati, il capo dell'organizzazione Franz Seldte attaccò aspramente il governo "marxista" della Prussia e preannunciò una petizione popolare per lo scioglimento anticipato del Landtag prussiano.

## La petizione popolare
La Costituzione prussiana prevedeva la possibilità di presentare una petizione popolare (Volksbegehren) per lo scioglimento del Landtag, sottoscritta da un quinto degli aventi diritto al voto. Se il Landtag non avesse accolto la petizione, la proposta sarebbe stata oggetto di un plebiscito (Volksentscheid). La petizione, avente ad oggetto la frase «Il Landtag eletto il 20 maggio 1928 deve essere sciolto», fu presentata dallo Stahlhelm il 4 febbraio 1931, in un periodo segnato da diverse azioni dei partiti di destra miranti ad allontanare il Centro dai socialdemocratici, tra cui l'abbandono del Reichstag. I maggiori partiti che sostennero l'iniziativa furono il nazionalconservatore Partito Popolare Nazionale Tedesco (DNVP) del magnate dell'editoria Alfred Hugenberg, con cui lo Stahlhelm aveva un rapporto di stretta collaborazione, e il liberalconservatore Partito Popolare Tedesco (DVP) di Eduard Dingeldey. Quest'ultimo partito, pur essendo rappresentato nel governo Brüning dal ministro degli esteri Julius Curtius, temeva di perdere il supporto dei funzionari pubblici e degli industriali della Ruhr, ostili ai socialdemocratici.
Lo Stahlhelm sosteneva che la composizione dell'assemblea legislativa prussiana, espressa dalle elezioni statali del maggio 1928, non fosse più corrispondente alla volontà popolare, dal momento che le elezioni federali del settembre 1930 avevano visto una forte affermazione dei nazionalsocialisti in Prussia e nell'intera Germania. Secondo gli elmetti d'acciaio, il Landtag prussiano (la cui legislatura sarebbe legalmente terminata nell'aprile 1932) avrebbe quindi dovuto essere sciolto e rinnovato da elezioni anticipate, poiché il suo essere espressione di una volontà popolare ritenuta ormai superata ne avrebbe impedito la coesistenza con un Reichstag che rifletteva i nuovi equilibri politici.

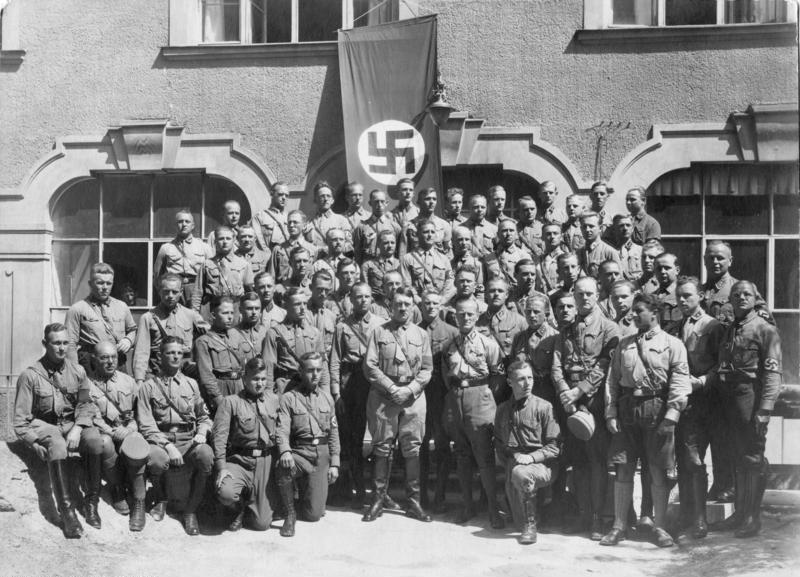
Adolf Hitler tra le SA del primo corso della Reichsführerschule, Monaco di Baviera, giugno 1931

I critici dell'iniziativa rilevarono che tuttavia la cosiddetta "valanga di destra" non era avvenuta a spese dei partiti che governavano la Prussia. Il Centro – solo tra tutti i partiti borghesi – aveva mantenuto ovunque la sua forza immutata, mentre l'SPD, pur avendo perso un certo numero di seggi in favore dei comunisti (non della destra), rimaneva nettamente il primo partito conservando la maggioranza relativa al Reichstag e in molti Landtag. La "valanga di destra" era stata quindi in realtà uno spostamento di voti dalla destra moderata alla destra estrema, dato che l'NSDAP era cresciuto in larga prevalenza a spese del DNVP e del DVP, che erano stati pesantemente ridimensionati nelle ultime tornate elettorali.
Inizialmente la stampa nazionalsocialista criticò l'iniziativa degli elmetti d'acciaio, giudicando inutile impiegare denaro ed energie per ottenere lo scioglimento di un Landtag che avrebbe avuto al massimo un altro anno di vita. In seguito, poco prima della scadenza dei termini di presentazione, anche Adolf Hitler si pronunciò per il sostegno alla petizione a nome dell'NSDAP, pur rimanendo personalmente scettico sulle possibilità di successo dell'operazione.
Il 4 marzo il ministro dell'interno della Prussia Severing, verificate le firme allegate alla richiesta, autorizzò la raccolta delle sottoscrizioni per la presentazione della petizione dall'8 al 21 aprile. Nel frattempo, l'aggravarsi della violenza politica portò il 28 marzo all'emanazione del "decreto presidenziale per contrastare gli eccessi politici", che ampliava le possibilità di ricorso alla forza da parte delle autorità. Il primo giorno della raccolta delle firme, a Berlino si presentarono ai municipi circa ventimila persone e aumentarono i comizi, che si svolgevano in ampi locali come il Palazzo dello Sport, inizialmente senza incidenti. Alla data del 20 aprile, nella capitale – città prevalentemente socialdemocratica dove i partiti di destra erano notoriamente deboli – il numero delle sottoscrizioni raccolte rimase molto basso, essendosi presentato alle urne solo il 9% degli aventi diritto di voto. Negli ultimi giorni della campagna per la raccolta delle firme alcune manifestazioni organizzate in violazione del divieto di cortei sfociarono in violenti scontri, che fecero registrare diversi morti e feriti gravi sia tra i manifestanti sia tra la polizia.
Alla data di scadenza dei termini, si erano pronunciati a favore della petizione 5,96 milioni di elettori, numero di poco superiore alla quota richiesta del 20%, pari a 5,27 milioni. Il risultato fu deludente per gli organizzatori, in quanto significativamente inferiore alla somma dei voti che i partiti promotori avevano ricevuto in Prussia alle elezioni federali dell'anno precedente. La petizione fu dibattuta dal Landtag prussiano nei giorni 8 e 9 luglio 1931. Lo scioglimento dell'assemblea fu respinto dai partiti della coalizione di governo, SPD, Centro e DStP, con 229 voti, contro i 190 voti a favore di NSDAP, DNVP, KPD, DVP, Frazione Tedesca, Partito della Classe Media Tedesca (WP) e Servizio Popolare Cristiano-Sociale (CSVD). Fu perciò indetto un plebiscito da tenersi il giorno 9 agosto.

## L'adesione dei comunisti
KPD e NSDAP occupavano gli estremi opposti dell'arco politico e gli scontri tra i rispettivi militanti, spesso con morti e feriti gravi, erano continui. Tuttavia, i due partiti si contendevano il consenso delle classi sociali medie e basse e le rispettive ideologie, nonostante le profonde differenze, erano accomunate dall'attrarre elettori ostili alla democrazia parlamentare e di tendenze anticapitaliste e "socialiste". Inoltre, i militanti di entrambi i partiti condividevano gli ideali della virilità e dello spirito guerriero.
La convergenza con i nazionalsocialisti in occasione del "plebiscito rosso" non fu un fatto inedito nella storia del KPD, ma ebbe un precedente nella cosiddetta linea Schlageter del 1923. In virtù di tale linea politica, poi ripresa con la Dichiarazione programmatica per la liberazione nazionale e sociale del popolo tedesco dell'agosto 1930, i comunisti agitavano spesso tematiche nazionaliste. La propaganda comunista proclamava che il trattato di Versailles aveva reso la Germania una colonia delle potenze imperialistiche occidentali, con un frasario nazionalista e anche antisemita che ricalcava in parte quello dei nazionalsocialisti.
Inoltre, i comunisti epurarono quasi completamente il loro comitato centrale e la maggior parte della loro stampa dagli ebrei. Di conseguenza, quando nel 1931 approdò tra le loro file – nell'ambito del sempre crescente scambio di militanti con l'NSDAP – l'ex ufficiale della Reichswehr Richard Scheringer, questi descrisse il KPD come un partito «autenticamente» nazionalista essendo il suo comitato centrale privo di ebrei.
Nei giorni del plebiscito, la riproposizione di argomenti nazionalistici da parte dei comunisti fu commentata con soddisfazione dal giornale nazionalsocialista Völkischer Beobachter, che il 28 luglio 1931 scrisse: «i comunisti sono costretti ad appoggiare oggi tutte le parole d'ordine [dei nazionalsocialisti]. I dirigenti comunisti non possono fare a meno di diffondere le nostre verità nelle loro proprie file».

### Prime reazioni all'iniziativa dello Stahlhelm
Il Partito Comunista di Germania (KPD), a seguito dell'affare Wittorf del 1928, aveva completato il processo di stalinizzazione, consistente nell'eliminazione di ogni forma di democrazia interna in favore di un'organizzazione rigidamente disciplinata, monolitica e gerarchica. Il partito non solo trovava il proprio modello politico nell'Unione Sovietica di Iosif Stalin, ma – attraverso l'Internazionale Comunista (Comintern) – ne era una forza ausiliaria. La direzione del KPD, rigorosamente centralizzata, faceva capo a un triumvirato di fatto formato dal segretario Ernst Thälmann e dai dirigenti Heinz Neumann e Hermann Remmele, tutti e tre membri del Comitato esecutivo dell'Internazionale Comunista (CEIC).
Dopo che nell'ottobre 1930 lo Stahlhelm aveva preannunciato la presentazione di una petizione popolare per chiedere lo scioglimento del Landtag prussiano, il KPD si dichiarò non disposto a sostenere l'iniziativa. Il 15 ottobre, il capo del gruppo parlamentare comunista al Landtag, Paul Schwenk, disse:
Questo però non modificava la posizione comunista contro l'SPD "socialfascista", accusato da Schwenk di essere artefice di «un miserabile gioco demagogico. Anche qui vogliono fingere con la classe operaia di star combattendo il regime fascista. In realtà, però, si tratta solo di dimostrare chi è più adatto a portare avanti la dittatura fascista, i Nazis o i Sozis».
Allo stesso modo, nel discorso pronunciato dinanzi all'adunanza plenaria del Comitato centrale del KPD tenutasi a Berlino il 15-17 gennaio 1931, Thälmann affermò: «Naturalmente non possiamo presentare una petizione popolare contro il governo prussiano insieme ai fascisti».
Da documenti del Comintern risulta però che, indipendentemente da istruzioni provenienti da Mosca, in una seduta dei vertici del partito del gennaio 1931, Remmele propose di «precedere» i partiti di destra presentando una petizione avente il medesimo oggetto. La proposta fu respinta dai segretari distrettuali del KPD, interpellati in proposito in occasione della riunione del Comitato centrale a Berlino. Come riportò in seguito a Mosca, Thälmann era preoccupato che il partito avrebbe poi incontrato delle «difficoltà con gli operai socialdemocratici». In seguito all'avvio ufficiale dell'iter per la petizione il 4 febbraio, la direzione del partito informò la base che era «ovviamente escluso» che il KPD avrebbe partecipato all'iniziativa. Tuttavia, per evitare di fornire un'involontaria «assistenza indiretta» ai socialdemocratici attraverso una «semplice politica di astensione», avrebbe dato corso a una delle sue tipiche azioni parallele, «l'azione popolare contro il fascismo e la politica di coalizione [prussiana]», in modo da contrastare l'iniziativa delle destre con la consueta «battaglia su due fronti».
Un proclama del KPD emesso in febbraio così si esprimeva sulla campagna intrapresa dagli elmetti d'acciaio:
In un comunicato del Comitato centrale dello stesso mese, la petizione fu presentata come un atto «demagogico» di Goebbels e Frick e definita «petizione popolare della reazione». Il 28 febbraio Thälmann dichiarò che, ai nazionalsocialisti che stavano aderendo all'iniziativa dello Stahlhelm, i comunisti avrebbero risposto che essi non avrebbero «alzato un dito» per salvare il governo Braun-Severing, che aveva reso la Prussia un «covo della più bieca reazione», ma che non avrebbero nemmeno permesso ai nazionalsocialisti di realizzare «i loro piani fascisti antipopolari».
Ancora il 10 aprile, l'organo di stampa del partito Die Rote Fahne dichiarò: «Nessun lavoratore può lasciarsi trascinare a fare causa comune con le bande degli assassini e crumiri nazisti e dello Stahlhelm, con gli squali della finanza, gli Junker e gli speculatori che hanno tratto profitto dall'inflazione».

### L'intervento del Comintern
La generale linea politica seguita allora dal Comintern era fondata su tre elementi strettamente interconnessi: il concetto di "terzo periodo", la teoria del "socialfascismo" e la tattica "classe contro classe". Il concetto di "terzo periodo", comparso al IX Plenum del CEIC (febbraio 1928) e adottato come dottrina ufficiale al VI Congresso (luglio-settembre 1928), faceva riferimento a una periodizzazione degli ultimi anni dello sviluppo capitalista elaborata dal Comintern. Secondo tale periodizzazione, dalla fine degli anni venti il capitalismo sarebbe entrato in una crisi potenzialmente irreversibile, di cui il fascismo avrebbe rappresentato la più evidente manifestazione e che avrebbe aperto la strada alla rivoluzione, se la guida della classe operaia fosse stata saldamente assunta dai comunisti. La teoria del "socialfascismo", le cui prime embrionali formulazioni risalivano già al 1924, identificava nei partiti riformisti, socialisti e socialdemocratici nient'altro che «l'ala moderata del fascismo» (secondo la definizione di Stalin), mirante a distogliere il proletariato dai suoi obiettivi rivoluzionari. Conseguentemente, secondo la tattica "classe contro classe", formulata definitivamente al X Plenum (luglio 1929), compito dei comunisti era smascherare la natura borghese dei vertici socialdemocratici e guidare tutta la classe operaia, unita in un "fronte unico alla base" (o "dal basso") che includesse i lavoratori socialdemocratici separandoli dai loro capi, nella lotta contro tutta la borghesia indipendentemente dalla sua forma fascista o socialfascista.
La situazione politica tedesca era al centro della riflessione del Comintern. Nella sua relazione all'XI Plenum (marzo-aprile 1931), Dmitrij Manuil'skij, uno dei massimi dirigenti dell'organizzazione, dichiarò:
Il KPD si adeguò prontamente all'impostazione del CEIC, abbandonando la propria precedente linea politica che individuava il "nemico principale" (Hauptfeind) nel fascismo hitleriano. In un rapporto interno inviato al CEIC nel maggio 1931, il KPD «ammise» che l'XI Plenum aveva «ridotto la valutazione del fascismo alle giuste proporzioni» nel declassarlo ad avversario secondario. Il Comintern e la sua sezione tedesca erano sostanzialmente d'accordo nella valutazione della situazione politica e l'XI Plenum aveva appena approvato la "linea Scheringer" (Scheringer-Kurs), consistente nell'attrarre nel KPD fuoriusciti dall'NSDAP agitando tematiche nazionaliste, sulla base della strategia nazionalpopulista della "rivoluzione popolare" (Volksrevolution) discussa con Stalin alla fine del dicembre 1930. Si concordò che il KPD avrebbe considerato l'SPD il proprio nemico principale anche perché, dopo la rivolta di Stennes, l'NSDAP appariva sull'orlo del collasso. Secondo Manuil'skij il momento era dunque propizio per "smascherare" la strategia dell'SPD del "male minore", in quanto la crisi dell'NSDAP avrebbe reso sempre più improbabile l'ascesa di Hitler e dunque sempre più difficile per i socialdemocratici giustificare la loro politica di tolleranza verso Brüning. Nel KPD Neumann accolse con entusiasmo le risoluzioni antisocialdemocratiche dell'XI Plenum.
Nel maggio 1931, una volta raggiunto il quorum necessario per la presentazione della petizione, apparve evidente che un plebiscito sostenuto dalle sole forze di destra non avrebbe avuto possibilità di successo, cosicché Thälmann chiese nuovamente ai segretari distrettuali se il KPD avrebbe dovuto partecipare, ricevendo una risposta negativa unanime. Il partito rimaneva comunque interessato al rovesciamento del governo Braun, come dimostrato dal fatto che il 9 luglio, allorché il Landtag fu chiamato a pronunciarsi sulla petizione, i deputati comunisti (in contraddizione con la precedente astensione pubblica) si unirono ai partiti di destra votando per lo scioglimento dell'assemblea legislativa.
Pochi giorni dopo, il 13 luglio, la crisi finanziaria peggiorò drammaticamente a causa del crollo della Danatbank, per cui in tutto il Reich folle di risparmiatori si precipitarono agli sportelli bancari per ritirare i propri depositi. Neumann vide nell'acuirsi della crisi l'opportunità di vibrare il colpo mortale al capitalismo. La volontà di rovesciare il sistema sembrava diffondersi sempre di più tra le masse, cosicché anche le possibilità di successo del plebiscito apparivano significativamente aumentate. Neumann propose quindi che il KPD aderisse al plebiscito per sottrarre alle destre l'iniziativa antisistema e l'aumento di consensi che, secondo le sue previsioni, essa avrebbe fatto guadagnare alle successive elezioni per il rinnovo del Landtag. Stante lo scetticismo di Thälmann, preoccupato di compromettere per molto tempo la possibilità di formare un fronte unico con i socialdemocratici, Neumann e Remmele ottennero che la questione fosse sottoposta al voto del Politburo del partito, convocato per il 17 luglio.
Viste le precedenti bocciature della proposta di aderire al plebiscito da parte dei segretari distrettuali, Neumann e Remmele temevano che il voto del Poliburo avrebbe avuto lo stesso esito, cosicché decisero di rivolgersi al Comintern per fare in modo che si pronunciasse per l'adesione. All'insaputa di Thälmann, recatosi ad Amburgo, il 15 luglio Neumann inviò al rappresentante tedesco presso il CEIC, Wilhelm Pieck, una "lettera della segreteria" in cui si esprimeva a favore della partecipazione dando l'impressione che tale posizione fosse condivisa dall'intera direzione del KPD. Secondo la lettera, il successo della consultazione era matematicamente assicurato e c'erano ottime possibilità che il KPD vincesse le successive elezioni prussiane. La decisione di partecipare avrebbe certamente avuto anche degli aspetti negativi, come l'attirare da parte dei socialdemocratici «terribili urla sul fronte unico di Nazis e Kozis», che tuttavia si erano levate ogni giorno dal «programma di liberazione» senza riuscire ad arrestare la crisi dell'SPD. L'adesione avrebbe permesso di condurre una campagna più «libera» per le successive elezioni statali prussiane, mentre un'astensione avrebbe significato che il KPD era «oggettivamente» allineato al governo prussiano. Si chiedeva quindi di «parlarne con i compagni Manuil'skij, Knorin e Pjatnickij, magari anche per ottenere il parere dei compagni del Politburo [sovietico], senza che sia necessaria una risoluzione ufficiale o una dichiarazione del CEIC, prima che si pronunci il nostro Politburo». In conclusione si precisava che, senza il permesso di Mosca, il KPD non avrebbe compiuto alcun passo.
La lettera giunse a Mosca presumibilmente il 17 luglio, ma lo stesso giorno, prima che la direzione del Comintern potesse pronunciarsi, il Politburo del KPD decise di non partecipare al plebiscito. Thälmann espose la questione manifestando le sue perplessità e i segretari distrettuali concordarono con lui, mentre Neumann e Remmele non espressero la loro posizione dissenziente rispetto alla linea del segretario. Il giorno successivo Neumann telegrafò a Mosca di non dare seguito alla precedente richiesta di pareri, dal momento che il Politburo aveva deciso «all'unanimità» di non aderire al plebiscito. A Mosca si reagì con disappunto a quello che apparve un cambio di posizione inspiegabilmente repentino da parte della direzione tedesca, ma la questione suscitò opinioni discordanti anche nella direzione del Comintern. Pjatnickij si espresse a favore della partecipazione mentre Manuil'skij era contrario (non ritenendo opportuno spingere fino a tal punto la politica del "colpo principale" contro i socialdemocratici), cosicché fu richiesto il parere di Stalin, a cui secondo la prassi del Comintern spettava l'ultima parola su ogni questione controversa. Stalin si pronunciò immediatamente per l'adesione al plebiscito, prima ancora che gli fosse presentato il rapporto redatto sul tema dal Segretariato per l'Europa centrale. Infine, il 20 luglio Pieck comunicò a Berlino che la decisione del KPD era «sbagliata» e che nel Comintern erano «unanimi» in favore della partecipazione, sottolineando che questo era l'orientamento espresso da Stalin e Molotov. L'argomentazione di Stalin si ricava indirettamente dalla missiva di Pieck: nel momento in cui i partiti di destra si stavano mobilitando per rovesciare il governo prussiano, il KPD non poteva astenersi e lasciar loro l'iniziativa, com'era già accaduto in occasione della campagna contro il piano Young (in cui i comunisti erano intervenuti con il «programma di liberazione» solo dopo che le destre avevano promosso un referendum per abolire il piano), altrimenti gli elettori di destra avrebbero potuto avere l'impressione che la lotta del KPD contro il governo prussiano non fosse seria, mentre «dobbiamo conquistare anche questa parte delle masse».

### La proclamazione del "plebiscito rosso"
Thälmann rimase quasi impassibile quando fu informato della direttiva di Mosca che capovolgeva la sua posizione, dicendo: «Naturalmente, se un ordine del genere viene da laggiù, deve essere eseguito». La segreteria del KPD dunque si riunì il 21 luglio e «decise» ufficialmente di partecipare al plebiscito. Al fine di prevenire gli attesi attacchi socialdemocratici sull'azione congiunta con i partiti di destra, Thälmann cercò di mascherare il sorprendente cambiamento di posizione inviando al governo prussiano un ultimatum inaccettabile. Tra le quattro condizioni poste dal KPD, vi era la revoca entro ventiquattrore del divieto della propria ala paramilitare, il Roter Frontkämpferbund (RFB), che era stato disposto a seguito del maggio di sangue del 1929. Prevedibilmente, prima dello scadere delle ventiquattrore l'ultimatum fu respinto dal ministro dell'interno Severing.

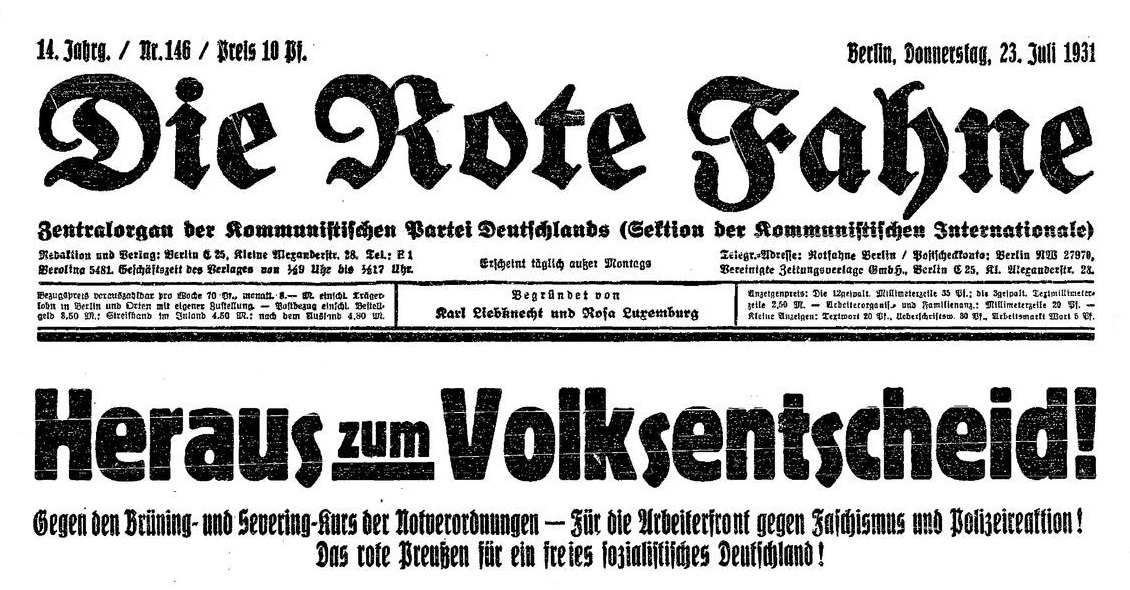
Die Rote Fahne del 23 luglio 1931 annuncia l'adesione del KPD al plebiscito con una direttiva ai militanti: Heraus zum Volksentscheid! (Uscite per il plebiscito!)

La direzione del KPD riportò al Comintern di essere riuscita a dare fin dall'inizio alla campagna comunista un'impostazione indipendente da quella delle destre e a scongiurare il rischio che il partito apparisse «al seguito di Hitler e Hugenberg». Più tardi Pjatnickij elogiò l'espediente dell'ultimatum. Senza attendere la prevista risposta del governo, la direzione del KPD aveva già convocato per la mattina del 22 luglio il Politburo, il Comitato centrale e infine una conferenza dei lavoratori del partito con la partecipazione dei redattori dei giornali comunisti. Tali organi si riunirono a turno ratificando, ciascuno «all'unanimità», la decisione di partecipare al plebiscito. La mancanza di una tempestiva comunicazione dell'imminente inversione di rotta alle redazioni dei giornali di partito fu fonte di grave imbarazzo: la stessa mattina l'organo di stampa del KPD della Prussia orientale ammonì: «Nessuno partecipi al voto, perché ogni voto "No" va ai truffatori del popolo»; mentre il Ruhrecho, organo della sezione della regione della Ruhr, pubblicò un ampio articolo di fondo che spiegava nel dettaglio perché sarebbe stato sbagliato aderire al plebiscito. Il giorno successivo, l'organo centrale del partito Die Rote Fahne (che tornava a essere stampato dopo il divieto del 7 luglio) annunciò la decisione del Comitato centrale esortando i lavoratori a partecipare al "plebiscito rosso".
L'organo di stampa socialdemocratico Vorwärts accolse la notizia scrivendo, come previsto, che il KPD si era unito alle destre ponendosi «dietro allo Stahlhelm» e rivolse un appello agli operai comunisti affinché non seguissero la direttiva di andare a votare. Inviti a boicottare la consultazione giunsero anche da forze alla sinistra dell'SPD quali il Partito Socialdemocratico Indipendente di Germania (USPD) e il Partito Comunista d'Opposizione (KPO). Heinrich Brandler, uno dei capi del KPO, commentò: «Nella situazione più critica che il capitalismo tedesco abbia attraversato, i dirigenti del partito comunista si sono mostrati incapaci, disorientati e contaminati dal marciume opportunista».
Il 24 luglio Thälmann si espresse pubblicamente al riguardo durante un discorso ai funzionari del partito, asserendo tra l'altro che larghi strati di lavoratori socialdemocratici avessero già riconosciuto che l'affermazione dei loro capi per cui Brüning sarebbe stato il "male minore" rispetto a Hitler e Hugenberg era «una farsa utile solo come scusa per l'infame atteggiamento antioperaio del gruppo parlamentare socialdemocratico». Secondo il capo del KPD, era già stato fatto capire alle masse che la lotta contro il fascismo non significava «solo lotta contro i nazisti, ma soprattutto lotta contro lo stesso capitale finanziario, contro il governo Brüning, come governo che attua la dittatura fascista». Ne conseguiva «inevitabilmente il nostro più violento attacco contro il governo prussiano di Severing, perché è il baluardo più forte della dittatura di Brüning». Thälmann definì «ridicola» l'accusa rivolta dai socialdemocratici ai comunisti di aver formato un fronte unico con Hitler e Hugenberg, poiché i veri «alleati dei nazisti» sarebbero stati i capi socialdemocratici. Al contrario, i comunisti assumendo la guida del plebiscito avrebbero sottratto consensi alle forze reazionarie, che sarebbero state in realtà intenzionate a sabotare la consultazione: «Più i partiti di destra saboteranno il plebiscito, più profonda sarà la nostra penetrazione nei ranghi dei sostenitori del nazionalsocialismo». Attraverso l'«azione di massa parlamentare legale», il "plebiscito rosso" avrebbe rappresentato un «passo in avanti verso la mobilitazione extraparlamentare di massa. Porteremo lo scompiglio nel campo della borghesia. Allargheremo la nostra penetrazione nella socialdemocrazia e alimenteremo i conflitti interni a questo partito. Apriremo brecce più profonde nel fronte hitleriano». Tuttavia, il fatto che nelle settimane successive Thälmann si ritirò ad Amburgo, lasciando l'organizzazione della campagna perlopiù ai suoi promotori, è stato interpretato come un indizio della sua insoddisfazione per la decisione del Comintern.
Dopo l'inversione di rotta del 21 e 22 luglio la maggior parte degli alti dirigenti del KPD si sentì in dovere di comunicare a Mosca di avere in realtà sempre sostenuto la nuova linea. L'unica voce di aperto dissenso fu quella del capo del dipartimento Agitprop, Josef Winternitz "Lenz", che informò per iscritto la direzione che non poteva fare propaganda per la partecipazione al plebiscito, «perché questa azione era sbagliata e non voleva averci niente a che fare». Georgi Dimitrov, capo dell'Ufficio del Comintern per l'Europa occidentale, espresse disappunto per essere stato come al solito trascurato dal Politburo tedesco e per la repentinità con cui questo aveva cambiato posizione su una questione tanto importante, ma approvò la decisione finale dichiarando che ovviamente era meglio «prendere una decisione giusta tardi che mai».
Da Mosca, Pieck scrisse a Berlino che «era stato davvero felice» quando aveva appreso che il KPD avrebbe partecipato al plebiscito e asserì di aver sempre appoggiato tale mossa. Dopo essersi recato a Berlino per organizzare la campagna plebiscitaria su incarico del Comintern, Pieck si sforzò di persuadere i vertici di Mosca che questo era anche il sentire della direzione e della base del KPD. In una lettera a Pjatnickij assicurò che l'originaria decisione di astenersi aveva in realtà reso i compagni tedeschi «intimamente insoddisfatti», che la nuova decisione di partecipare al plebiscito aveva «suscitato ovunque il più grande entusiasmo nella classe operaia» e che, salvo alcune «voci isolate», all'interno del partito era stata accolta «come un atto liberatorio [...] rispetto alla precedente situazione quasi non combattiva». Pieck inoltre minimizzò la questione dell'unità d'azione rossobruna, dicendosi «quasi certo» che la decisione del KPD non avesse contrariato gli operai socialdemocratici nella misura che si temeva. Nel partito covava però sotterraneamente il malumore per quella che nelle lettere di alcuni funzionari, monitorate dal servizio di intelligence interno e inviate a Mosca, era definita «una decisione assai funesta» che aveva contribuito a isolare sempre più il KPD.

## La campagna propagandistica

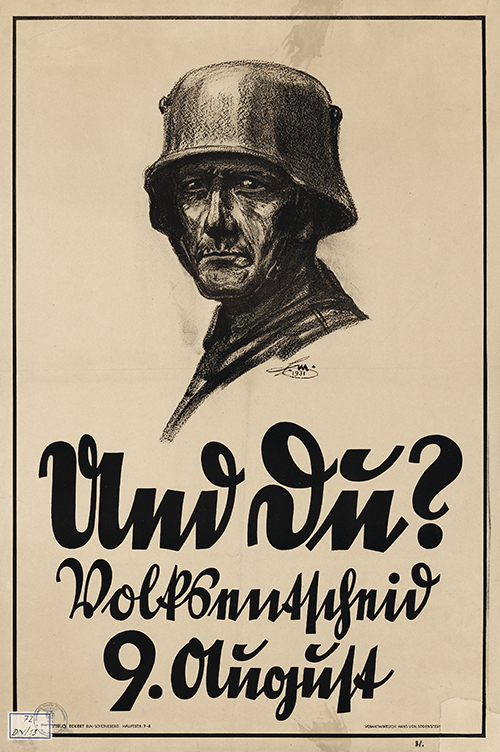
Manifesto del Nationalverband Deutscher Offiziere (NVDO), organizzazione di ufficiali conservatori e monarchici. Raffigura un soldato con lo Stahlhelm che sembra guardare l'osservatore e domandare: «E tu?».

Il coinvolgimento relativamente basso della popolazione nella fase della petizione rese le forze repubblicane fiduciose nelle proprie possibilità di vittoria. L'adesione comunista al fronte plebiscitario cambiò tuttavia la situazione incrementando notevolmente le possibilità di successo dell'iniziativa; oltre alla somma dei voti che i vari partiti aderenti avevano ottenuto in Prussia nelle passate elezioni federali, per il raggiungimento del quorum del 50% degli aventi diritto di voto occorrevano ora circa 750 000 ulteriori preferenze, che si pensava sarebbero potute derivare dal rafforzamento dell'estrema destra verificatosi nel frattempo. Il dato per cui la somma degli elettori dei partiti aderenti era vicina al 50% del corpo elettorale fu riportato dal giornale Nachtausgabe del capo del DNVP Hugenberg, il quale si disse convinto che l'opinione pubblica circa l'esito del plebiscito fosse completamente cambiata.
I comunisti dispiegarono immediatamente un notevole sforzo propagandistico, al punto che alla fine di luglio sembravano «passati in testa» nella conduzione della campagna plebiscitaria. Sulla facciata del quartier generale comunista in Bülowplatz, la Karl-Liebknecht-Haus, furono esposti degli striscioni con vari slogan:
Abbasso il fascismo e il Landtag prussiano!

La Prussia rossa per una Germania libera e socialista!

Votate il 9 agosto con il "SÌ" al plebiscito rosso!.»
Nel corso della campagna il KPD non mancò di far leva anche su sentimenti nazionalisti, in coerenza con la Dichiarazione programmatica per la liberazione nazionale e sociale del popolo tedesco dell'agosto 1930 e con la strategia della "rivoluzione popolare". Il 1º agosto Die Fanfare, organo di stampa dell'organizzazione di partito Kampfbund gegen den Faschismus (erede del vietato RFB), pubblicò accanto a un ritratto di Richard Scheringer, ex nazionalsocialista passato nelle file comuniste, una sua frase: «Chiunque si opponga oggi alla rivoluzione popolare, alla guerra rivoluzionaria liberatrice, tradisce la causa dei morti della guerra mondiale che hanno dato la vita per una Germania libera». Il materiale di propaganda prodotto dimostra che la campagna comunista guardava perlopiù alla base elettorale nazionalsocialista: a fronte di soli due milioni di volantini destinati agli elettori socialdemocratici, furono stampati un totale di quattro milioni di volantini per sostenitori dei nazisti e degli elmetti d'acciaio, agricoltori, dipendenti pubblici, impiegati e classe media, oltre a un milione ciascuno per braccianti agricoli, disoccupati e casalinghe.
Ognuna delle opposte forze schierate a sostegno del plebiscito lo rivendicava come una propria battaglia, tendendo a ignorare la partecipazione della controparte. Nella stampa comunista la partecipazione della destra era completamente ignorata, come sul Welt am Abend di Willi Münzenberg, oppure denunciata come insincera e mirante al sabotaggio specie dopo che i comunisti erano entrati nella campagna e, secondo quanto si asseriva, ne avevano assunto la guida. Di converso, nei giornali di Hugenberg Nachtausgabe e Berliner Lokal-Anzeiger il plebiscito era descritto come un'iniziativa della destra nazionalista guidata da Hugenberg contro i socialdemocratici, accusati di essere i responsabili della crisi economica, mentre la partecipazione comunista non era quasi mai menzionata. Lo stesso accadeva nell'Angriff di Goebbels, per cui la consultazione popolare prussiana era un mezzo per ottenere la distruzione della socialdemocrazia e del Centro cattolico, necessaria per la conquista del Reich da parte dei nazionalsocialisti.
Diversi osservatori stranieri individuarono nell'eccentricità della coalizione antigovernativa un elemento di debolezza della campagna per l'adesione al plebiscito. Un rapporto da inviare in patria stilato il 5 agosto dall'ambasciatore dell'Irlanda a Berlino, Daniel A. Binchy, riferiva dell'«edificante spettacolo» offerto da nazionalsocialisti, comunisti, nazionalisti monarchici e grandi affaristi coalizzati contro il governo. Secondo Binchy le possibilità di successo del plebiscito non erano poche, ma andava considerato che molti sostenitori dei partiti borghesi, disgustati dall'«empia alleanza» con nazionalsocialisti e comunisti, avrebbero potuto disertare le urne. In Italia, La Stampa della Sera definì il blocco formatosi contro il governo prussiano «triplice che va dai comunisti di Thälmann, attraverso i nazionalisti di Hugenberg, al socialnazionalismo di Hitler», «momentaneo connubio tra gli avversari del marxismo e le avanguardie del bolscevismo». L'eterogeneità di tali forze avrebbe peraltro limitato la portata di un eventuale successo del plebiscito, non essendo possibile una duratura «alleanza parlamentare, né governativa, né quindi politica tra i seguaci di Mosca e i seguaci di Adolfo Hitler».
In campo democratico, il Berliner Morgenpost della famiglia Ullstein polemizzò contro il plebiscito di «svastica e stella sovietica» e definì un suo eventuale successo una «catastrofe politica». Il quotidiano socialdemocratico Vorwärts accusò il KPD di favorire l'ascesa del fascismo attraverso la radicalizzazione e la divisione della classe operaia analogamente a quanto, secondo il giornale dell'SPD, aveva fatto il Partito Comunista d'Italia dieci anni prima.
Un tema ricorrente nella propaganda socialdemocratica era l'accostamento dei comunisti alle forze di destra: ad esempio, un volantino dell'epoca reca un fotomontaggio satirico raffigurante Thälmann nell'atto di arringare una platea di elmetti d'acciaio e altri militanti di destra, in cui si riconoscono tra gli altri il feldmaresciallo August von Mackensen e il principe ereditario Guglielmo di Prussia. La propaganda del KPD fu accostata a quella di destra anche dallo scrittore Kurt Hiller, che in una lettera aperta indirizzata all'abile propagandista comunista Willi Münzenberg, impegnato nella campagna plebiscitaria, scrisse: «Hai agito come se avessi degli agenti nazisti nel tuo Comitato centrale [...] e se tu personalmente [...] ingoi questa decisione senza nuocere alla tua salute, allora... ammiro il tuo stomaco».
La propaganda per l'astensione dal plebiscito adoperò anche l'argomento per cui la consultazione sarebbe stata inutile, poiché in caso di successo la procedura per lo scioglimento del Landtag non avrebbe potuto concludersi prima di dicembre, risolvendosi in un'anticipazione di pochi mesi della naturale conclusione della legislatura, prevista per la prossima primavera. Gli unici risultati tangibili del successo del plebiscito sarebbero dunque stati l'aggravamento della crisi finanziaria e la perdita della fiducia internazionale verso la Germania. Intervistato dal quotidiano Algemeen Handelsblad di Amsterdam, l'ex presidente della Reichsbank Hjalmar Schacht al contrario attribuì la responsabilità dello stato disastroso della finanza tedesca proprio alla socialdemocrazia, che accusò di aumentare enormemente la spesa pubblica senza provvedere alla sua copertura se non attraverso un'insostenibile pressione fiscale. Schacht si pronunciò quindi in favore del plebiscito, considerandolo «una necessità vitale per la Prussia e per il Reich», al fine di favorire l'avvento di un governo nazionale finanziariamente parsimonioso che avrebbe rapidamente riacquistato la fiducia internazionale.
Il corrispondente del Corriere della Sera a Berlino scrisse che l'accanimento con cui da entrambe le parti era stata condotta la campagna propagandistica non si era manifestato «neppure in occasione delle ultime elezioni al Reichstag», e che l'attesa per il risultato del voto era «in Germania e fuori addirittura spasmodico», poiché si «sent[iva] che il significato del voto [anda]va ben al di là dei confini della Prussia e supera[va] l'importanza delle sorti di un Governo».

## Gli interventi dei governi del Reich e della Prussia

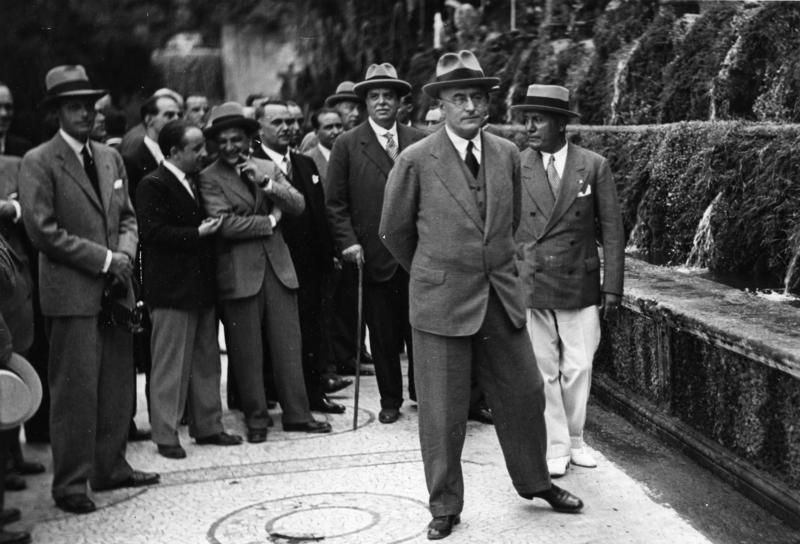
Il cancelliere Heinrich Brüning in compagnia di Benito Mussolini a Villa d'Este, Tivoli, 7 agosto 1931

Il governo del Reich auspicava il fallimento del plebiscito per mancato raggiungimento del quorum del 50% degli aventi diritto di voto, cosicché rivolse loro appelli a non andare a votare. Il 4 agosto il cancelliere Heinrich Brüning, in procinto di partire per una visita di Stato a Roma insieme al ministro degli esteri Julius Curtius, pronunciò a Berlino un discorso trasmesso via radio in cui dichiarò che «come cittadino» non si sarebbe recato alle urne. Curtius, appartenente al DVP, dichiarò pubblicamente che non avrebbe seguito la decisione del suo partito di sostenere il plebiscito.
In forza del "secondo decreto presidenziale per contrastare gli eccessi politici" del 17 luglio 1931, il 7 agosto il governo prussiano ordinò a 2 500 testate, di qualunque orientamento politico e quale che fosse la loro posizione in merito al plebiscito, la pubblicazione di un proprio comunicato che invitava a disertare le urne la domenica seguente. Il comunicato, firmato da tutti i ministri del governo prussiano, tra l'altro recitava:
Chi vuole una Prussia sovietica o una Prussia fascista, vada al plebiscito e voti "Sì".

Chi, al contrario, è favorevole alla trasformazione sociale e democratica della Repubblica tedesca e dello Stato libero di Prussia,

chi vuole aiutare il governo prussiano a condurci, con dura e tenace lotta, di nuovo in avanti, fuori dalla terribile miseria della crisi economica e della disoccupazione,

chi vuole dimostrare ragionevolezza, assennatezza e profondo, ardente amore per il popolo e per la patria proprio in questi tempi difficilissimi,
segua la parola d'ordine:

tenevi lontani dal plebiscito!

non prendete parte al plebiscito!»

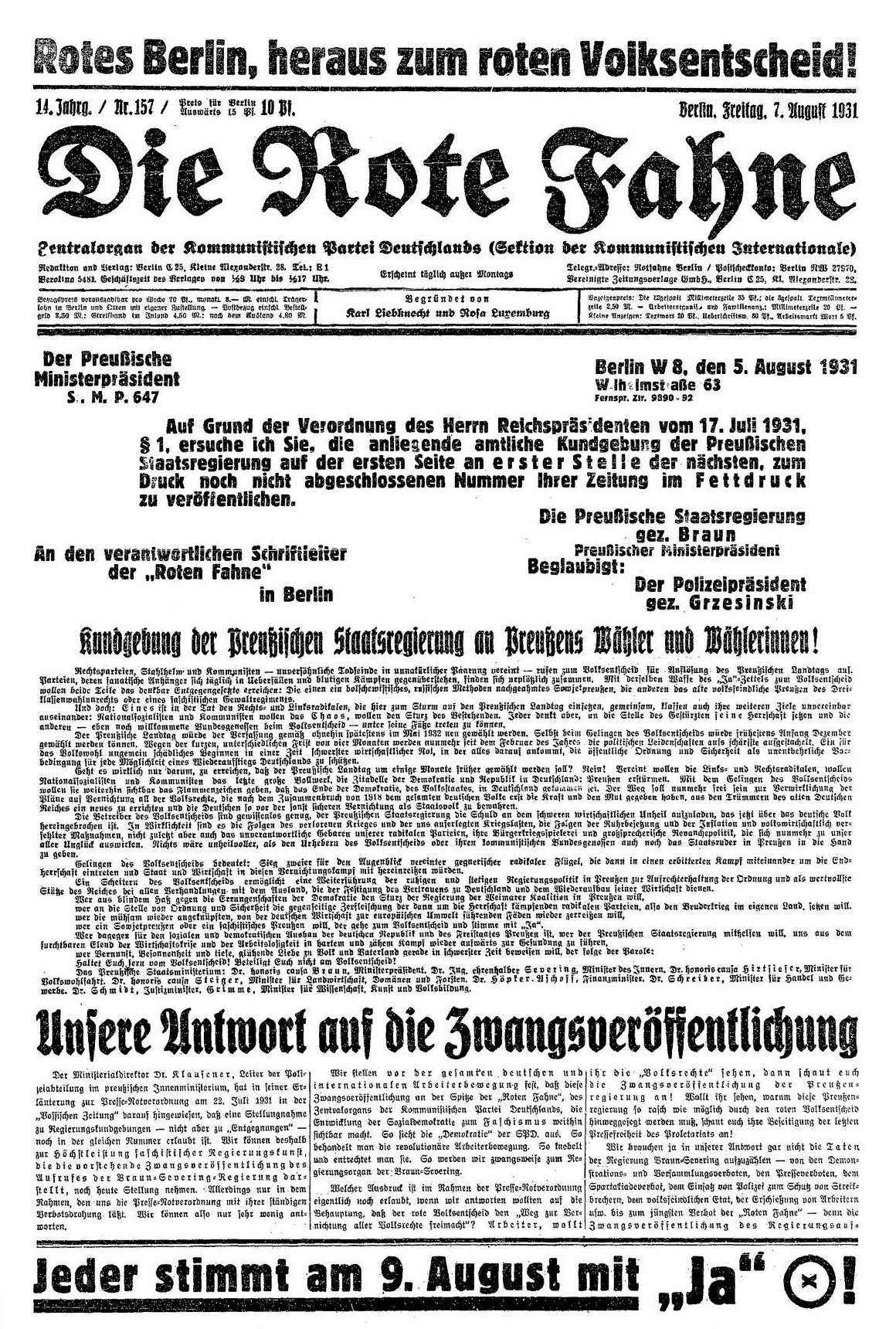
Die Rote Fahne del 7 agosto 1931 ottempera all'obbligo di pubblicare l'appello all'astensione del governo prussiano, facendolo seguire da una protesta per la violata libertà di stampa e attorniandolo da inviti a partecipare al "plebiscito rosso" in testa e in calce alla pagina

I giornali filogovernativi pubblicarono il comunicato senza commentarlo. Il Vorwärts giustificò il provvedimento del governo e negò che pregiudicasse la libertà di stampa, in quanto ai giornali, pur forzati a pubblicare il comunicato, non era stata negata la possibilità di criticarlo.
La decisione del governo prussiano inasprì il confronto politico. I giornali di destra sostenitori del plebiscito commentarono il provvedimento governativo con indignazione. I quotidiani di Berlino Deutsche Allgemeine Zeitung e Der Tag (quest'ultimo parte del gruppo editoriale di Hugenberg) invitarono a rispondere al comunicato con la massima affluenza alle urne. Il primo si scagliò in particolare contro i ministri del Centro e ne chiese le dimissioni, giudicando «un caso unico nella politica tedesca che il Centro osi insultare così il partito popolare, i conservatori agrari, i cristiano-conservatori, gli agrari, i cristiano-sociali, il partito dell'economia». L'articolo del giornale berlinese continuava: «È superfluo confutare il manifesto che è documento di debolezza e di paura. La semplice imposizione della pubblicazione basta a dimostrare chi veramente minacci i principi della democrazia. Specialmente certi partiti costituzionali debbono protestare contro la confusione fatta tra loro e il radicalismo». Il quotidiano economico-finanziario Börsen-Zeitung criticò in particolare il passaggio del manifesto relativo all'alleanza dei partiti di destra con i comunisti, sostenendo che «i migliori alleati del bolscevismo sono stati praticamente sempre certi socialdemocratici e certa stampa borghese, che improvvisamente spreca tanto inchiostro contro il "referendum"». Osservatori liberali come Theodor Wolff, caporedattore del Berliner Tageblatt di Hans Lachmann-Mosse, temettero che una tale violazione della libertà di stampa avrebbe favorito i sostenitori del plebiscito.
Ricevuti numerosi telegrammi di protesta verso il provvedimento del governo prussiano, il presidente Hindenburg promise di rivedere il decreto del 17 luglio. L'intervento presidenziale fu interpretato come un attacco al governo prussiano. Inoltre, avendo alcuni giornali di sinistra riportato che Hindenburg non avrebbe votato, la presidenza emise un ulteriore comunicato precisando che l'astensione del presidente non rappresentava una presa di posizione sul plebiscito, ma una conseguenza della sua estraneità ai conflitti tra partiti. Interpellato circa il mancato intervento del governo del Reich per impedire l'azione del governo prussiano, il ministro dell'interno del Reich Joseph Wirth affermò di non esserne stato informato.

## Esito della votazione e reazioni

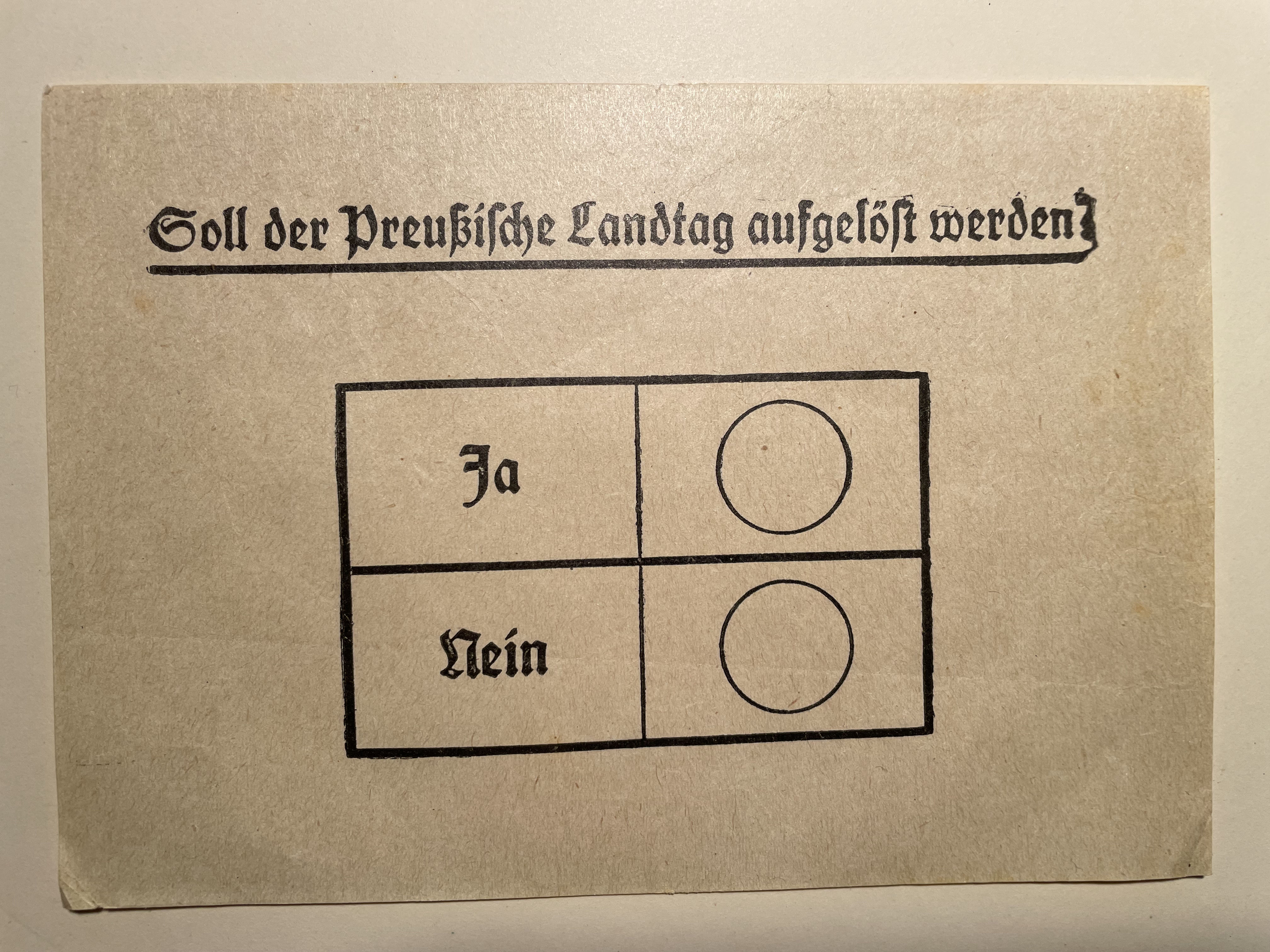
La scheda del plebiscito recita: Soll der Preußische Landtag aufgelöst werden? (Il Landtag prussiano deve essere sciolto?)

Il plebiscito del 9 agosto 1931 fallì. Per il raggiungimento del quorum era necessaria la partecipazione di almeno il 50% degli aventi diritto di voto (13,29 milioni di voti), ma l'affluenza non superò il 39,21% (10,42 milioni di voti). Lo scioglimento del Landtag raccolse il consenso del 36,83% del corpo elettorale (9,79 milioni di voti, corrispondenti al 93,93% dei voti espressi). La stampa democratica commentò entusiasticamente il risultato della votazione, presentandolo come un successo del governo Braun. I giornali della famiglia Ullstein definirono il risultato una «vittoria della ragione» e misero in risalto che i partiti estremisti avevano perso un quarto dei loro voti rispetto alle elezioni federali del 1930.
La natura composita delle forze a sostegno del plebiscito era stata una delle ragioni del suo insuccesso. Dopo che per mesi la stampa aveva dato ampio risalto alla violenza politica, di cui ogni schieramento accusava l'altro, tanto i comunisti quanto i partiti di destra non erano riusciti a convincere la totalità dei loro elettori a fare improvvisamente causa comune con gli avversari di sempre. Nelle aree rurali della Prussia, dove la stampa di destra era preponderante e la notizia della partecipazione comunista aveva trovato scarsa diffusione, l'affluenza era stata ampia nonostante l'appello del governo all'astensione, il cui effetto era stato quindi presumibilmente ridotto. A Berlino, dove era stato difficile sottacere le contrapposte rivendicazioni circa il colore del plebiscito, si era registrata invece una delle più alte percentuali di astenuti di tutta la Prussia.
Nazionalsocialisti e comunisti si addossarono vicendevolmente la responsabilità del fallimento e rivendicarono il successo delle rispettive mobilitazioni. L'ufficio stampa dell'NSDAP commentò: «I comunisti si sono completamente astenuti dalla votazione, non seguendo l'ordine della loro direzione. I partiti medi e borghesi hanno pure completamente fallito, mentre il partito tedesco-nazionale [DNVP] ha mantenuto quanto poteva promettere. Per gli Stahlhelm non è possibile il calcolo, non essendo un partito politico, ma non è dubbio che sette milioni di voti fra i dieci dati ieri appartengono ai nazionalsocialisti. Questi hanno quindi un nuovo imponente successo da segnalare, e già ora, se avvenissero le elezioni, sarebbero il partito più forte della Dieta». Il comunicato affermava che l'NSDAP aveva dato, «malgrado forti dubbi», pieno sostegno al plebiscito dello Stahlhelm «per non disertare le file dell'opposizione nazionale», e proseguiva proclamando l'imprescindibile ruolo dei nazionalsocialisti nella lotta per il «rinnovamento della Nazione e dell'avvenire tedesco» ed esprimendo «assoluta fiducia nella vittoria definitiva». Secondo il giornale di destra Nachtausgabe, il KPD aveva esercitato un ruolo controproducente, poiché da un lato aveva fallito nel mobilitare i propri elettori e dall'altro aveva distolto dal voto una parte degli elettori di destra, soprattutto quelli dei partiti borghesi, riluttanti all'idea di votare nello stesso modo dei comunisti.
Dal canto suo, la stampa comunista aveva preso ad accusare i partiti di destra di sabotare il plebiscito fin dall'adesione del KPD. In seguito rappresentò la mobilitazione del partito come un grande successo, attribuendogli la maggioranza dei voti espressi a Berlino e in tutte le zone industriali della Prussia. In realtà apparve subito chiaro che il risultato della votazione era stato molto al di sotto delle attese principalmente a causa della defezione degli elettori comunisti. I quadri del partito, disorientati dall'improvvisa inversione di rotta decisa all'ultimo momento dalla direzione, non erano riusciti a organizzare una campagna adeguata. L'affermazione della stampa socialdemocratica secondo cui si era verificato uno «sciopero generale degli elettori del KPD» era solo lievemente esagerata. Il partito infatti non era stato capace di esprimere a pieno la propria forza neanche a Berlino, dove nelle roccaforti comuniste di Wedding e Friedrichshain i voti raccolti dalla coalizione plebiscitaria erano stati inferiori a quelli ricevuti dal solo KPD alle elezioni federali del 1930 (a Wedding addirittura del 41%).

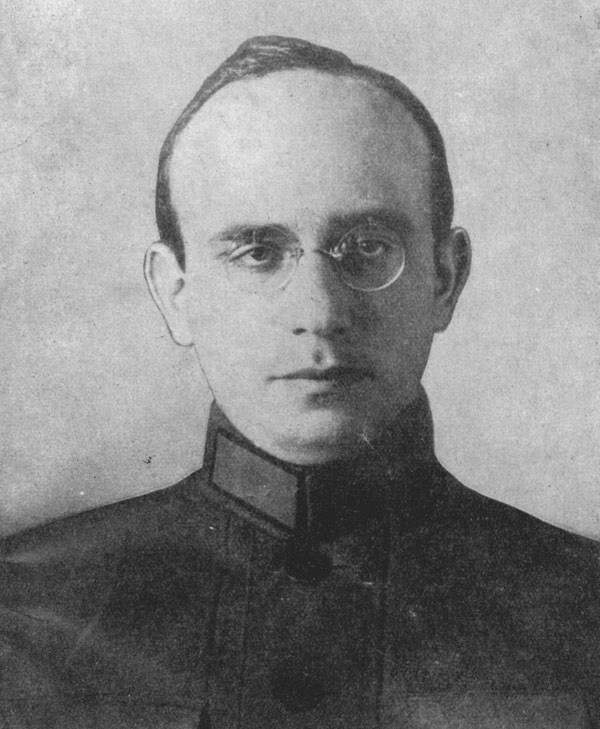
Erich Wollenberg, membro dell'organizzazione armata comunista RFB, affermò che nei giorni del plebiscito la vista di militanti comunisti e nazionalsocialisti che conducevano congiuntamente la campagna lo aveva disgustato

Erich Wollenberg, uno dei capi dell'organizzazione paramilitare comunista Roter Frontkämpferbund (RFB), testimoniò che in quel periodo nelle riunioni del Comitato centrale del KPD l'atmosfera era «deprimente» e si avvertivano «la separazione della direzione del partito dalle masse, la burocratizzazione e la fissazione sull'obsoleta linea del partito» per cui «il nemico principale erano i socialfascisti, i socialdemocratici». Wollenberg scrisse che egli e altri importanti membri del partito avevano appreso con sgomento dell'ordine di partecipare al plebiscito insieme ai nazisti, che il "plebiscito rosso" era stato altamente impopolare nelle file comuniste e che molti militanti si erano rifiutati di andare a votare. Egli stesso aveva provato disgusto alla vista di uomini delle SA e del RFB che mostravano gli stessi cartelli e di funzionari comunisti, nazisti e dello Stahlhelm seduti agli stessi tavoli presso i seggi elettorali «sotto la svastica e la stella sovietica». Tali eventi avevano intensificato quella che Wollenberg definì «differenza di sensibilità tra la base e la direzione del partito», con conseguenze deleterie.
Uberto di Löwenstein, allora membro dell'organizzazione repubblicana Reichsbanner Schwarz-Rot-Gold, ricordò: «Il 9 agosto a Berlino c'era una tensione vista raramente. A quel tempo ho attraversato tutti i quartieri operai della città dalla mattina alla sera, probabilmente ho parlato con alcune migliaia di persone indignate che il Partito Comunista fornisse sostegno agli estremisti di destra».
L'evidente fallimento non impedì alla direzione del KPD di inviare a Mosca i consueti rapporti trionfali. Secondo Neumann, i governi del Reich e della Prussia, così come la polizia, dopo il plebiscito avrebbero avuto «i pantaloni pieni». Nel suo rapporto al Comintern, la direzione tedesca parlò di un «grande successo del proletariato rivoluzionario» che avrebbe causato «un ulteriore sconvolgimento del sistema di potere capitalista». Dal canto suo nemmeno la dirigenza del Comintern, sebbene invitasse i comunisti tedeschi ad analizzare più realisticamente i risultati della votazione, vide nella campagna un completo insuccesso poiché dopotutto il KPD aveva inflitto un duro colpo alle «illusioni parlamentari nella classe operaia».
Tra i membri del governo Brüning, l'unico a presentarsi alla sezione dei ministri in Jägerstraße era stato il ministro dell'alimentazione e dell'agricoltura Martin Schiele, ex membro del DNVP transitato al più piccolo Partito Cristiano-Nazionale dei Contadini e dei Rurali (CNBL). Si erano recati al voto anche l'ex principe ereditario Guglielmo e altri membri dell'ex famiglia imperiale nell'antica residenza di Potsdam, città che tuttavia non aveva dato particolare prova di sentimenti monarchici e nazionalisti, essendosi presentata alla urne solo la metà degli aventi diritto.
Malgrado le esultanze della stampa democratica, «il 9 agosto 1931 non fu una vittoria per la democrazia. Gli oppositori della Repubblica si erano solo temporaneamente bloccati a vicenda». Come le forze antigovernative non mancarono di evidenziare, il risultato del voto rivelava che la composizione del Landtag non rifletteva più i rapporti di forza effettivamente vigenti. Infatti, sottratta alla percentuale dei non partecipanti al plebiscito la percentuale dell'astensione elettorale consuetudinaria, stimata al 20%, e considerato che in un'elezione la partecipazione degli elettori dei partiti aderenti sarebbe stata ben più ampia, emergeva che la coalizione di governo a guida socialdemocratica non godeva più del sostegno della maggioranza degli elettori prussiani. In un'ordinaria elezione statale, dove partiti avversari non sarebbero stati costretti ad associarsi, sarebbe emersa una "maggioranza negativa" (negative Mehrheit), ossia una situazione in cui la formazione di una maggioranza parlamentare di governo sarebbe stata impossibile, com'era già accaduto alle elezioni federali del settembre 1930. Tale valutazione sarebbe stata confermata dalle elezioni statali prussiane dell'aprile 1932.

## Ripercussioni internazionali

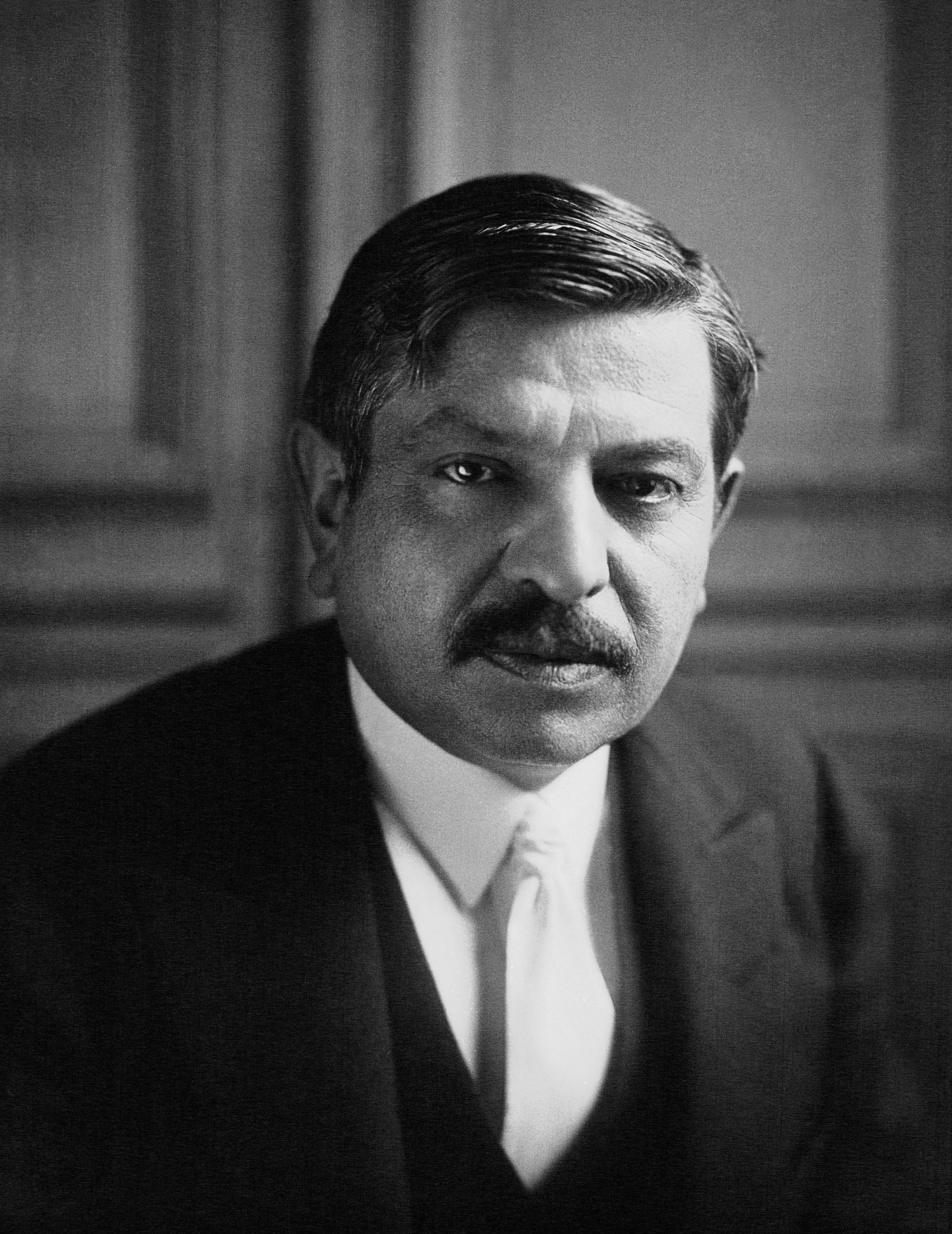
Il primo ministro francese Pierre Laval, di cui si attendeva l'arrivo a Berlino in visita di Stato

Il plebiscito fu considerato un evento capace di influenzare l'evoluzione dei rapporti franco-tedeschi, che dalla Conferenza navale di Londra del 1930 erano rimasti freddi, apparendo la Francia intenzionata a perseverare in un atteggiamento intransigente verso la confinante potenza sconfitta nel 1918. Durante il viaggio per la Conferenza di Londra sulla crisi bancaria tedesca, convocata per il 20 luglio 1931 su iniziativa del presidente degli Stati Uniti Herbert Hoover, Brüning e Curtius avevano fatto tappa a Parigi il 18 e 19 luglio. I colloqui con il capo del governo francese Pierre Laval e il ministro degli esteri Aristide Briand, pur essendosi svolti in un'atmosfera cordiale, non avevano prodotto un tangibile avvicinamento. L'esito del plebiscito avrebbe condizionato la visita di Stato a Berlino di Laval e Briand, prevista in restituzione della visita degli omologhi tedeschi a Parigi. Secondo i francesi una vittoria delle forze scioviniste avrebbe costretto alle dimissioni Brüning e dunque vanificato ogni accordo stipulato con lui, allontanando la distensione delle relazioni tra i due Paesi.
La consultazione prussiana catalizzò dunque l'attenzione della stampa francese, che la ritenne decisiva per la sorte del governo Brüning e un banco di prova dell'affidabilità internazionale della Germania, la cui volontà di pace era già apparsa dubbia a causa dell'agitazione nazionalista degli ultimi mesi. Un recente incontro tra il presidente Hindenburg e il capo dei tedesco-nazionali Hugenberg indusse gli ambienti conservatori francesi a sospettare che il vero scopo del plebiscito fosse preparare la campagna per le prossime elezioni presidenziali. Si ipotizzava che i nazionalisti tedeschi, dopo aver abbattuto l'ultimo baluardo repubblicano rappresentato dal governo prussiano di Braun, avrebbero candidato alla presidenza del Reich il principe Guglielmo di Prussia, erede del deposto imperatore Guglielmo II, come primo passo per la restaurazione della monarchia degli Hohenzollern.
Nella sinistra francese si criticò la scelta di Brüning di lasciare il Paese per incontrare Mussolini in un momento tanto delicato per le sorti della democrazia tedesca; il cancelliere avrebbe negato il suo appoggio ufficiale al plebiscito solo per ragioni di politica estera, ma «la visita al capo del fascismo internazionale» fu giudicata «un appoggio indiretto al fascismo tedesco».
In Polonia, il quotidiano Kurier Poranny dell'8 agosto considerò il fatto che Brüning fosse accompagnato nel viaggio a Roma da Curtius, definito «plebiscitario» in quanto appartenente al DVP (nonostante Curtius avesse preso pubblicamente le distanze dall'adesione del suo partito al plebiscito), una prova che la consultazione popolare prussiana fosse una messa in scena. Il governo tedesco avrebbe orchestrato il plebiscito al fine di spingere i governi europei a concessioni verso la Germania, agitando il pericolo di una presa del potere da parte dei nazionalisti ostili alla Repubblica. Viceversa, sarebbe stata «nell'interesse della Polonia la riuscita del plebiscito perché l'Europa po[tesse] vedere la Germania senza la maschera repubblicana».

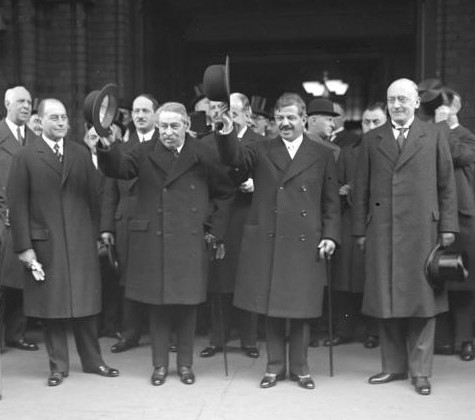
Il governo tedesco riceve la delegazione francese a Berlino, fine settembre 1931. Da sinistra i ministri degli esteri Curtius e Briand e i capi di governo Laval e Brüning.

Il fallimento del plebiscito suscitò soddisfazione e sollievo nella stampa francese e britannica, mentre in Italia, in un clima ancora segnato dall'incontro Mussolini-Brüning, La Stampa della Sera parlò di «Un grande giorno per la Germania» e di «Serenità nel cielo germanico». In Francia non mancarono tuttavia riserve, soprattutto da parte di testate di destra quali L'Action Française, a causa della comunque non insignificante percentuale di voti raccolta dal plebiscito e del timore che Brüning potesse chiedere eccessivo credito politico e finanziario vantando i sentimenti repubblicani della popolazione prussiana. Nei giorni successivi sembrò prevalere l'atteggiamento di maggior cautela, cosicché la stampa francese, la quale pure aveva in precedenza presentato l'insuccesso del plebiscito come condizione fondamentale per la distensione tra i due Paesi, apparve ora intenzionata a ridimensionarne l'importanza.
La visita a Berlino di Laval e Briand, prevista inizialmente per i giorni 26 e 27 agosto, fu rinviata ufficialmente a causa delle condizioni di salute dell'anziano ministro degli esteri francese. Si sospettò tuttavia che il governo francese volesse attendere che prima avesse luogo la dodicesima assemblea della Società delle Nazioni, la quale si sarebbe riunita nella prima metà di settembre a Ginevra con la partecipazione di Briand e Curtius, per orientare in proprio favore la discussione su questioni rilevanti per i rapporti franco-tedeschi quali il progetto di Unione doganale austro-tedesca e la limitazione degli armamenti. Il rinvio suscitò dei malumori in Germania, dando modo alla stampa di destra di sostenere che l'insuccesso del plebiscito non aveva migliorato significativamente i rapporti con Parigi. L'attesa visita berlinese di Laval e Briand, la prima di ministri francesi in Germania dopo il trattato di Francoforte del 1871, si svolse infine tra il 27 e il 30 settembre, ma anch'essa non approdò a risultati concreti.

## Eventi successivi
La sera del 9 agosto, giorno della votazione, i militanti comunisti Erich Mielke ed Erich Ziemer uccisero a colpi di pistola i capitani della polizia berlinese Paul Anlauf e Franz Lenck in Bülowplatz, nei pressi del quartier generale del KPD. I due ufficiali, impopolari nella zona, il giorno prima erano stati coinvolti nell'uccisione di un comunista, in un luogo non lontano da quello in cui furono colpiti a morte. A seguito dell'immediata reazione della polizia vi furono vari morti tra i comunisti e molti feriti da entrambe le parti. Le motivazioni che indussero alcuni capi del KPD a ordinare il duplice omicidio sono state variamente individuate nell'intenzione di mostrare la capacità del partito di vendicare i propri militanti, nella volontà di incrementare gli effetti dirompenti del plebiscito e nella necessità di distogliere l'attenzione dal suo fallimento. A causa di questo e di altri episodi di violenza che coinvolgevano i comunisti, tra cui l'uccisione del capo degli elmetti d'acciaio di Colonia, le misure repressive contro il KPD furono inasprite e Die Rote Fahne fu nuovamente sequestrata. Il 15 agosto a Lipsia fu accoltellato a morte per mano comunista il giovane muratore Max Warkus, presidente della locale sezione dell'organizzazione giovanile socialdemocratica, intento a distribuire volantini in cui si contestava la politica comunista di cooperazione con i nazisti.
Rafforzato dall'insuccesso del plebiscito, il governo prussiano di Braun propose una riforma dell'architettura istituzionale del Reich che prevedeva una parziale fusione dei ministeri prussiani con quelli centrali per ridurre la spesa pubblica. La proposta incontrò l'opposizione delle forze di destra, che vi videro un tentativo di estendere l'influenza della socialdemocrazia dalla Prussia al Reich. Si oppose anche il Land della Baviera guidato dal Partito Popolare Bavarese, che la ritenne una manovra per imporre l'egemonia prussiana alla Germania meridionale.
Il 14 settembre, durante un incontro dell'SPD al Palazzo dello Sport di Berlino a cui partecipò una delegazione comunista guidata da Neumann, si discusse – senza esito – della possibilità di formare un fronte unico contro i nazionalsocialisti. L'adesione comunista al plebiscito rappresentò un elemento di forte conflittualità nel dibattito. Il socialdemocratico Franz Künstler intervenne accusando i comunisti di «aver operato il peggior tradimento alla causa dei lavoratori e di aver fatto causa comune con il fascismo, e di essersi alleati con Hitler, Hugenberg e lo Stahlhelm», quindi concluse: «Il vociferare di un fronte unico è tanto insincero quanto tutta la politica del KPD». Künstler evidenziò anche che «solo nelle ultime settimane prima del plebiscito, nove funzionari socialdemocratici [erano] stati aggrediti dai comunisti». Dal canto suo, Neumann ribadì gli argomenti a sostegno della decisione del KPD di aderire al plebiscito e dichiarò che il suo partito avrebbe continuato a battersi per la caduta del governo Braun in Prussia, in quanto artefice della stessa politica del governo federale di Brüning. All'uscita dal Palazzo dello Sport si verificarono dei disordini, con cinque feriti gravi e alcuni arresti da parte della polizia, di cui la stampa socialdemocratica incolpò i comunisti.
Dopo che nell'ottobre 1931 l'NSDAP si era alleato con i partiti della destra tradizionale nel fronte di Harzburg, la sezione del KPD di Berlino-Brandeburgo-Lusazia-Grenzmark, guidata da Walter Ulbricht, rivolse una lettera aperta «Agli elettori dell'NSDAP e ai membri delle Sturmabteilung» nel tentativo di conquistare le frange nazionalsocialiste più sensibili alle tematiche socialiste. La lettera, rivolta ai «compatrioti lavoratori» (Schaffende Volksgenossen), invitava a seguire i numerosi esempi di lavoratori nazionalsocialisti che, in contrasto con i capi del loro partito e in qualche caso sotto la direzione comunista, avevano «combattuto insieme» ai lavoratori comunisti e socialdemocratici contro i soprusi dei capitalisti. I membri delle SA furono esortati a non lasciarsi usare da Hitler per «proteggere i sacchi di denaro dei capitalisti» e a unirsi ai comunisti nel «fronte dell'esercito rivoluzionario, per il pane, il lavoro, la libertà, per il socialismo!».
Nei mesi successivi, il KPD continuò a identificare il nemico principale nell'SPD, a equiparare fascismo e socialdemocrazia e a sottovalutare il pericolo di una conquista del potere da parte di Hitler. Nel dicembre 1931 Thälmann deprecò «il fatto che nelle nostre file si siano manifestate tendenze verso una distinzione liberale tra fascismo e democrazia borghese, tra il partito di Hitler e il socialfascismo». Inoltre, commentando le elezioni statali di Amburgo svoltesi in settembre, biasimò i funzionari del partito che, a causa della forte avanzata dei nazionalsocialisti, sminuivano il «successo elettorale» conseguito dai comunisti a spese dei socialdemocratici. Secondo il capo del KPD, essi «non volevano vedere il bosco socialdemocratico a causa degli alberi nazionalsocialisti». Ancora nel febbraio 1932 Thälmann dichiarò:
Il 17 aprile 1932, in Sassonia e nel più piccolo Oldenburg si tennero altri plebisciti per lo scioglimento dei Landtag condotti congiuntamente da nazionalsocialisti e comunisti. Il plebiscito in Sassonia, indetto a seguito della bocciatura della petizione popolare avviata dal KPD e a cui avevano aderito l'NSDAP e il DNVP, fallì anch'esso a causa del mancato raggiungimento del quorum del 50% del corpo elettorale. La votazione nell'Oldenburg invece, non essendo necessario alcun quorum, fu l'unica consultazione di democrazia diretta della Repubblica di Weimar ad avere successo e dalle seguenti elezioni statali emerse un governo monocolore nazionalsocialista.
Alle elezioni statali prussiane del 24 aprile la coalizione di Weimar (SPD, Centro, DStP) che governava la Prussia dal 1920 fu sconfitta per la prima volta. L'NSDAP risultò il primo partito con il 36,67% dei voti, riportando una crescita di quasi 35 punti percentuali rispetto alle consultazioni statali di quattro anni prima, che gli permise di passare da 6 a 162 seggi. Il KPD ottenne il 12,89%, crescendo di un solo punto e passando da 56 a 57 seggi. I due partiti estremisti, occupando complessivamente 219 su 423 seggi, detenevano dunque la maggioranza assoluta del Landtag. Il governo Braun, dopo aver formalmente rassegnato le dimissioni, rimase in carica poiché non fu possibile formare un governo di maggioranza. La caduta del governo socialdemocratico prussiano giunse infine il 20 luglio 1932, allorché il nuovo cancelliere Franz von Papen, succeduto a Brüning a giugno, compì un colpo di Stato avocando a sé il governo della Prussia tramite un decreto d'emergenza firmato da Hindenburg, sotto il pretesto dell'ennesimo scontro sanguinoso tra comunisti e nazionalsocialisti.
La dirigenza del KPD, che – sembrando intuire l'estrema gravità della situazione – a partire da aprile aveva manifestato una parziale apertura all'SPD per un fronte unico contro il nazismo, propose uno sciopero generale contro la deposizione di quello stesso governo prussiano che aveva cercato di far cadere l'anno precedente. Tuttavia, la fragile prospettiva di un cambiamento della linea comunista nei riguardi dei socialdemocratici, non priva di un carattere strumentale, svanì da un lato per l'indisponibilità di questi ultimi a ogni forma di mobilitazione di massa, e dall'altro a causa della linea generale del Comintern. Dopo che alle elezioni federali del 31 luglio 1932 l'NSDAP si era affermato come primo partito tedesco, in agosto si riunì a Mosca il XII Plenum del CEIC. Nonostante si riconoscesse che l'inasprirsi della crisi portava il dominio della borghesia a «mutarsi nel senso di un rafforzamento della reazione politica e della fascistizzazione dello Stato», la tesi che vedeva nella socialdemocrazia il «principale sostegno sociale della borghesia» non fu modificata, cosicché l'analisi del fascismo venne ulteriormente irrigidita e la linea del Comintern rimase immutata. Osip Pjatnickij elogiò la condotta tenuta dal KPD in occasione del plebiscito prussiano: nel capovolgere repentinamente la propria precedente posizione e aderire alla campagna su impulso del Comintern, il partito tedesco aveva dato prova di una capacità «di manovrare e riorganizzare il suo lavoro» eguagliabile dal solo partito sovietico.
La conferenza del KPD che si tenne nell'ottobre di quell'anno formulò una parziale autocritica circa la linea politica adottata fino ad allora. In piena conformità con quanto deliberato dal XII Plenum, la conferenza da un lato ribadì la risoluta condanna verso il «principale pericolo di destra, che si esprime nell'atteggiamento di "fiducia" nelle manovre della socialdemocrazia, nel tentativo da parte dei destrorsi di sostituire al fronte unico con gli operai socialdemocratici il blocco con i capi socialdemocratici», e dall'altro lato condannò «la teoria che identifica la socialdemocrazia e il fascismo, senza vedere le differenze tra l'una e l'altro – differenze esistenti malgrado la natura borghese di questi due partiti». Inoltre, furono condannati la sottovalutazione della necessità di formare un fronte unico con gli operai socialdemocratici e l'indebolimento dell'azione interna ai sindacati riformisti. Sebbene negli anni 1929-1932 il KPD fosse stato di fatto retto da un triumvirato composto da Thälmann, Neumann e Remmele, e tutti e tre avessero seguito la linea del Comintern, la conferenza attribuì tutti gli errori alla sola corrente di Neumann (già deposto e deportato a Mosca a maggio) e Remmele. Tuttavia, anche dopo l'estromissione di questi ultimi, il KPD continuò a intensificare la lotta contro i socialdemocratici sotto la pressione del Comintern.
Ancora nel novembre 1932, alla vigilia delle elezioni che avrebbero confermato l'affermazione dell'NSDAP quale partito di maggioranza relativa, nazionalsocialisti e comunisti si trovarono nuovamente a convergere, stavolta contro il governo Papen, in occasione dello sciopero dei trasporti di Berlino organizzato da Josef Goebbels e Walter Ulbricht.

## Il "plebiscito rosso" nel dibattito marxista internazionale
La stampa del Comintern e di tutti i partiti ad esso affiliati sostenne la decisione del KPD di aderire al plebiscito, riproponendo e sviluppando gli stessi argomenti con un'«accentuazione aggressiva». La questione assunse nel Comintern una tale importanza che tutte le maggiori sezioni furono sollecitate ad appoggiare pubblicamente la posizione assunta dalla sezione tedesca.
La mossa politica del KPD fu invece fortemente biasimata dalle altre organizzazioni internazionali marxiste. Oltre che naturalmente dall'Internazionale Operaia e Socialista (IOS), di cui l'SPD era il più importante affiliato, duri attacchi giunsero – nello stesso campo comunista – dall'Opposizione di destra, rappresentata in Germania dal Partito Comunista d'Opposizione (KPO) di Heinrich Brandler, e dall'Opposizione di sinistra, guidata dal rivoluzionario bolscevico in esilio Lev Trockij.

### La posizione cominternista

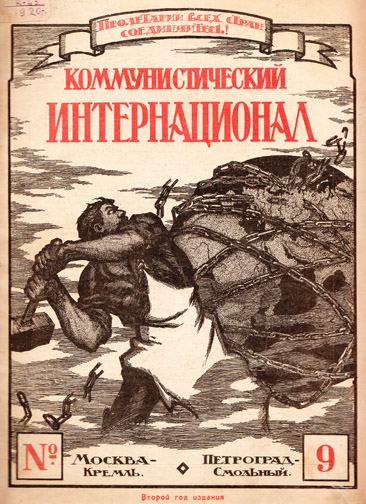
Copertina di un numero di Internazionale Comunista, rivista del Comitato esecutivo dell'organizzazione che riuniva tutti i partiti comunisti di obbedienza moscovita

Il Comitato esecutivo del Comintern (CEIC) espose la propria posizione in merito alla situazione della Germania sulla sua rivista ufficiale Internazionale Comunista, edita a Mosca. Uno dei «compiti» assegnati al KPD era «impegnare tutte le forze del partito nella battaglia contro la socialdemocrazia». La situazione tedesca era giudicata matura per guadagnare alla causa comunista le masse operaie, strappandole alla socialdemocrazia e ai sindacati riformisti, ed era arrivato il momento di ottenere, a qualsiasi costo, un immediato e radicale mutamento della situazione politica. Si chiedeva l'adozione della «tattica del fronte unico alla base, con gli operai socialdemocratici e riformisti», quale «più potente arma per approfondire la crisi della socialdemocrazia». In questo quadro, la scelta del KPD di aderire al plebiscito era perfettamente giustificata. Il governo prussiano era definito «il bastione più solido della dittatura fascista di Brüning», cosicché la partecipazione comunista al plebiscito avrebbe colpito allo stesso tempo la socialdemocrazia e il fascismo. I partiti di destra si sarebbero ritirati dal plebiscito e avrebbero iniziato di fatto a sabotarlo, allorché il KPD l'aveva messo «sulla strada di una vasta campagna extraparlamentare» e lo scioglimento del Landtag prussiano era «divenuto un serio e reale pericolo». Gli «ululati selvaggi in tutto il campo socialfascista, da Otto Wels e Kurt Rosenfeld a Heinrich Brandler», avevano dimostrato che era stato colpito il punto più sensibile del socialfascismo, la teoria del "male minore". Era quindi necessario, «attraverso un'immensa campagna di massa, smascherare nel modo più chiaro la posizione delle forze di classe, dimostrare agli operai tedeschi, e soprattutto gli operai socialdemocratici, l'unità di fronte del campo borghese dai socialfascisti ai fascisti».
La stampa sovietica sostenne la campagna condotta dal KPD e, all'indomani della consultazione, celebrò la capacità di mobilitazione del partito assegnandogli la vittoria politica. Sotto il titolo Il plebiscito rosso ha mostrato la crescente influenza del Partito Comunista, la Pravda – senza distinguere i voti comunisti da quelli, ben più numerosi, degli elettori di destra – rilevò trionfalmente che i voti espressi nel plebiscito «contro il governo socialfascista Braun-Severing» ammontavano a «più della metà» di quelli delle precedenti elezioni per il Landtag prussiano. Ciò significava che il governo aveva perso il sostegno della maggioranza degli elettori, considerando anche «che in occasione di un plebiscito gli elettori mostrano meno entusiasmo che per le elezioni». L'articolo proseguiva: «I 10 milioni di voti appena espressi non sono soltanto contro il governo Braun-Severing, ma anche contro l'intero sistema capitalista che costituisce la base fondamentale del Partito Socialdemocratico». Come prova del presunto «sabotaggio del plebiscito da parte dei capi fascisti», il quotidiano moscovita riportò la notizia che a Essen i nazionalsocialisti avrebbero dato istruzioni ai propri militanti di non andare a votare. L'Izvestija sminuì la portata del successo che «i socialfascisti e gli imperialisti francesi» avevano conseguito, ammonendo i governi del Reich e della Prussia a non proseguire nella repressione del KPD.

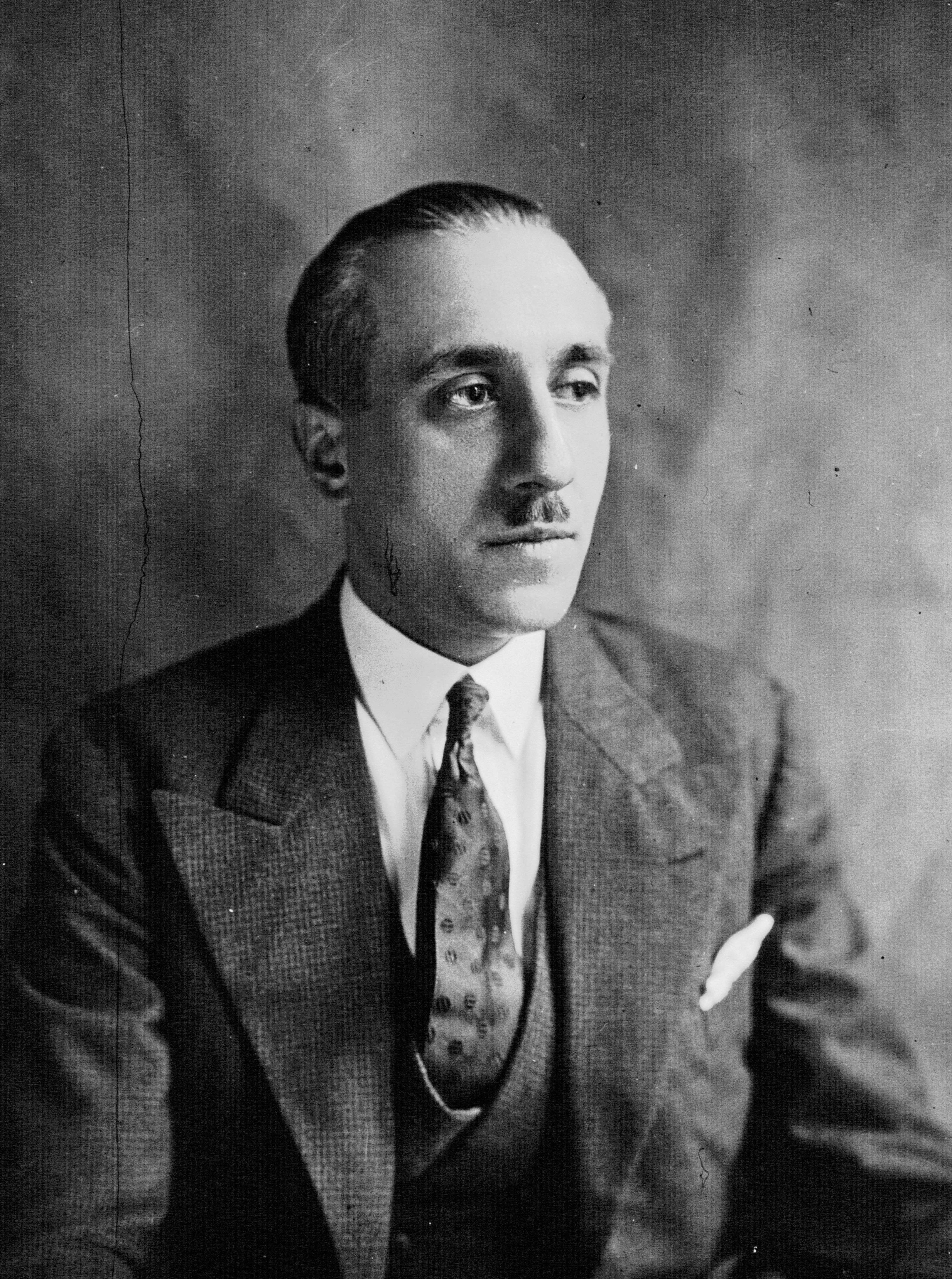
Gabriel Péri, dirigente del Partito Comunista Francese

Gabriel Péri, dirigente del Partito Comunista Francese, commentò il fallimento del plebiscito sul giornale del partito l'Humanité, contestando l'affermazione di un giornale socialista (che egli definì "socialista", tra virgolette) per cui erano stati gli uomini della rivoluzione del 1919 a salvare la Repubblica tedesca. Péri, al contrario, descrisse l'esito della consultazione come un successo degli assassini di Karl Liebknecht e Rosa Luxemburg che avevano «tentato di opporre una diga alla rivoluzione». Quindi continuò:
Péri polemizzò inoltre con il socialista Léon Blum, che aveva sostenuto che gli operai non avevano seguito le direttive del KPD. Péri affermò che ciò sarebbe stato smentito dai provvedimenti eccezionali che in quei giorni il governo aveva preso verso il partito, quali la chiusura delle sue sedi, il divieto di pubblicare Die Rote Fahne, la campagna per il suo scioglimento. Le misure repressive avrebbero dimostrato, secondo Péri, che prima del plebiscito rosso «mai la sezione tedesca aveva dato prova di una capacità di combattimento così possente, di un'intelligenza così lucida». Lo scioglimento del partito era all'ordine del giorno perché mai esso «era apparso così chiaramente a tutti come la guida sicura e illuminata della rivoluzione popolare». Circa le conseguenze internazionali, Péri definì «criminale e menzognero» il ragionamento dei «socialfascisti di casa nostra», per cui il fallimento del plebiscito avrebbe favorito la distensione internazionale, la riconciliazione, la pace. Secondo Péri, la celebrazione della fermezza di Laval quale causa del fallimento del plebiscito avrebbe spinto a inasprire l'intransigenza francese fino a pretendere che la Germania sottoscrivesse un «secondo trattato di Versailles», con cui essa avrebbe dovuto riconoscere definitivamente la superiorità militare della Francia, le amputazioni territoriali, il controllo straniero sulle sue finanze, come contropartita di un eventuale aiuto finanziario. In definitiva, la collaborazione franco-tedesca altro non era per Péri se non l'«alleanza di due borghesie sotto la direzione del quai d'Orsay, contro il proletariato rivoluzionario e contro l'URSS». Riportando alcuni commenti dei quotidiani tedeschi, anche l'Humanité espresse compiacimento per il fatto che il plebiscito sarebbe stato «ben diretto dai comunisti».

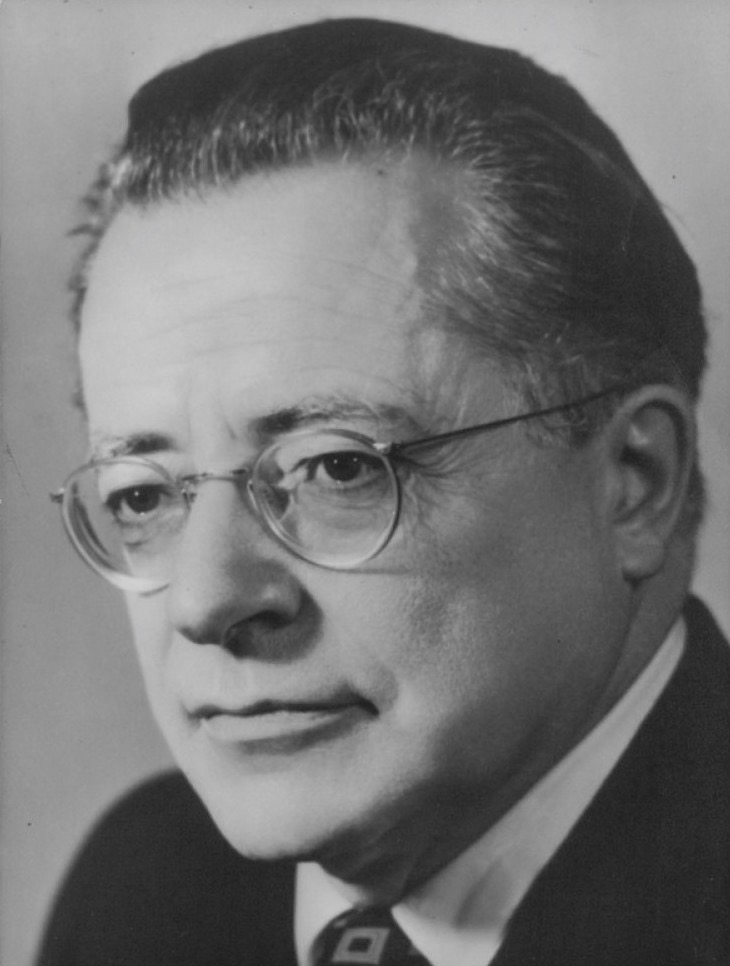
Palmiro Togliatti, segretario del Partito Comunista d'Italia

Palmiro Togliatti, segretario del Partito Comunista d'Italia, si espresse in merito con un articolo non firmato sulla rivista Lo Stato Operaio, pubblicata a Parigi. Togliatti rovesciò sui socialisti l'accusa di aver stretto un'alleanza con i fascisti:
Il segretario della sezione italiana definì la socialdemocrazia tedesca «la più forte organizzazione reazionaria la quale tenga incatenati al carro del capitalismo dei milioni di lavoratori». Nel governo prussiano tale «carattere accentuatamente reazionario della socialdemocrazia» trovava l'«espressione più caratteristica», per cui
Secondo Togliatti, la teoria del "male minore" alla base della politica dei socialdemocratici tedeschi era «lo strumento di cui essi si servono per disarmare ideologicamente le masse, per far dimenticare i principi della lotta di classe, per impedire ogni lotta, per coprire ogni tradimento». Sarebbe quindi stato assurdo per i comunisti seguire la stessa teoria e, «per timore di un governo fascista, [appoggiare] un governo di socialdemocratici, il quale non lotta contro il fascismo, ma gli apre la strada, e realizza, di fatto, una politica fascista anche prima che i fascisti siano andati al potere». Circa il risultato, Togliatti commentò: «questa lotta è servita a dimostrare ancora una volta la importanza e la gravità del problema della distruzione della influenza socialdemocratica sopra le masse. Il partito è riuscito a mobilitare nel plebiscito delle grandi forze». In privato, in una lettera del 3 settembre al rappresentante italiano presso il CEIC, Giuseppe Dozza, Togliatti confermò la sua valutazione («Sulla questione del plebiscito, non vi è dubbio, per noi, che la tattica è stata giusta»), ma lasciò trapelare qualche maggiore riserva in merito alla «capacità del partito di mobilitare le masse per una lotta non parlamentare».
Il Partito Comunista di Gran Bretagna, impegnato in un'analoga lotta contro il primo ministro laburista Ramsay MacDonald, intervenne a sostegno della decisione del KPD attraverso il suo organo di stampa Daily Worker:
Il rovesciamento della coalizione socialdemocratica prussiana, che è la spina dorsale del governo Brüning e il pacemaker della lotta reazionaria contro la rivoluzione dei lavoratori, sarà un duro colpo per il capitalismo tedesco. Originariamente il plebiscito fu escogitato dai fascisti come manovra demagogica per deviare l'indignazione di massa in canali fascisti.
L'azione del Partito Comunista, tuttavia, trasformerà questa truffa in una contestazione di massa contro Brüning, il governo prussiano e il fascismo. La borghesia capitalista è gravemente turbata da questo brillante esempio di tattica comunista. Sono colpiti duramente anche i capi socialdemocratici che stanno ora piagnucolando contro quello che definiscono fronte unico fascista-comunista.»
Dopo i risultati, il Daily Worker rivendicò la campagna come una vittoria tattica comunista attribuendo l'insuccesso alle destre: «I capi fascisti che presero l'iniziativa del plebiscito hanno in gran parte abbandonato la campagna in suo supporto dopo che il Partito Comunista ha deciso di supportare la consultazione e si sono dedicati principalmente ad attaccare i comunisti. Nonostante l'intenso terrorismo poliziesco la mobilitazione rossa è stata un grande successo. A Berlino e in tutti i centri industriali della Prussia il plebiscito si è svolto completamente sotto la guida del Partito Comunista».
L'improvvisa svolta del KPD non mancò tuttavia di suscitare in privato dubbi e perplessità nei partiti fratelli europei, che dovendo difendersi dalle accuse di complicità con Hitler che ricevevano dai propri avversari interni si trovarono, come riferì Dimitrov alla Commissione politica del CEIC, «in grande imbarazzo». In particolare, due giorni dopo il voto del 9 agosto, il Partito Comunista d'Austria lamentò di aver potuto fare «poco per istruire i [propri] iscritti», esposti ai violenti attacchi del Partito Socialdemocratico d'Austria: «I nostri compagni delle fabbriche vengono direttamente in segreteria [e chiedono] cosa dovremmo rispondere ai socialdemocratici, [che] ci salutano con Heil Hitler, ecc.».

### Le posizioni critiche

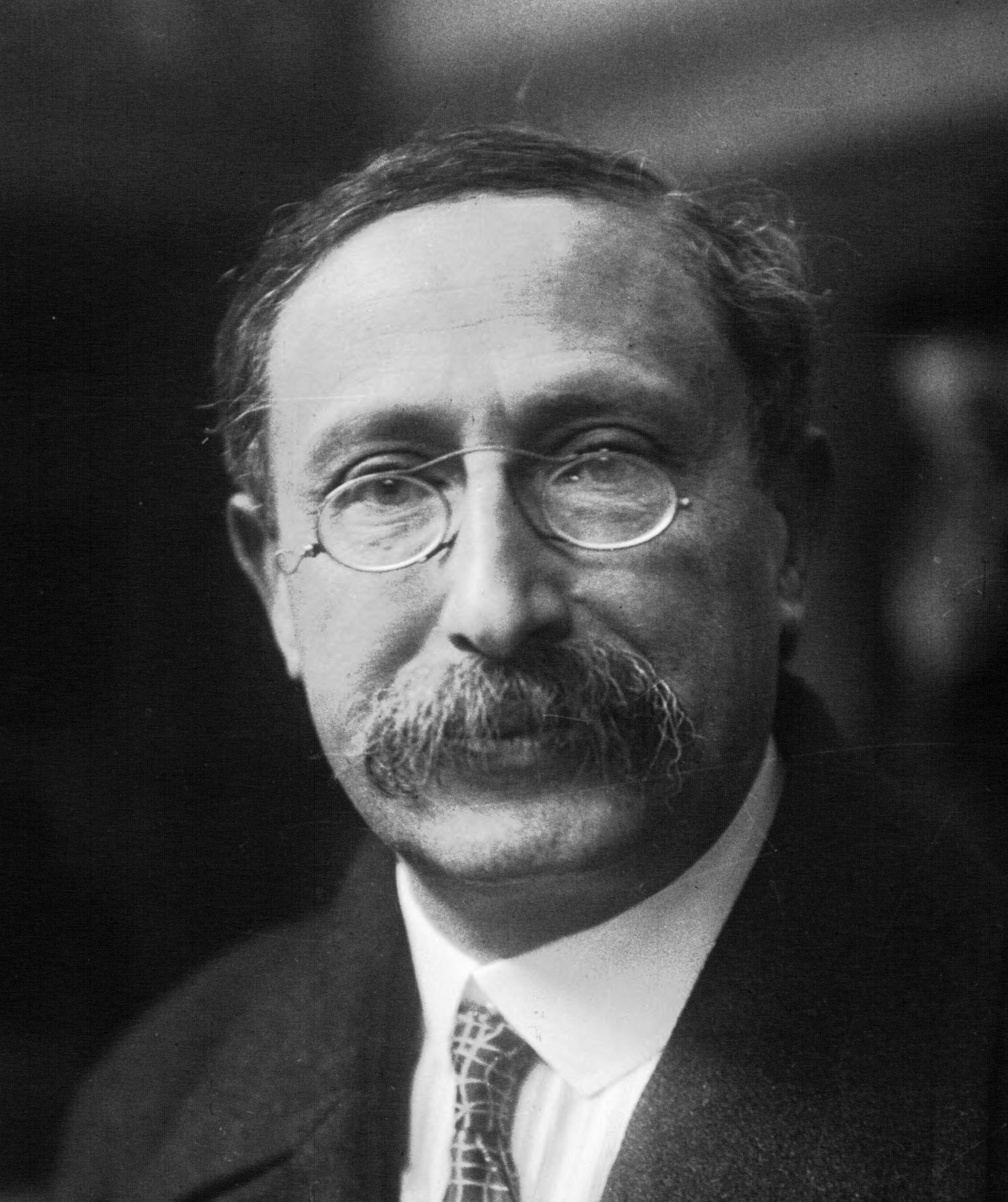
Léon Blum, dirigente della Sezione Francese dell'Internazionale Operaia e direttore di Le Populaire

In Francia il quotidiano socialista Le Populaire, organo della Sezione Francese dell'Internazionale Operaia diretto da Léon Blum, commentò duramente la scelta comunista di sostenere il plebiscito: «L'obiettivo della lotta è la distruzione dell'ultima cittadella repubblicana in Germania. E per questo compito antidemocratico e antioperaio, i comunisti si sono ufficialmente alleati con i peggiori nemici del proletariato, con il nazionalismo revanscista, e con il capitalismo sfruttatore. La stella sovietica, fraternamente unita alla svastica dei razzisti per aprire alla Germania la strada della guerra civile e del trionfo finale della dittatura fascista!». Il fallimento del plebiscito fu salutato da un editoriale di Blum come un successo della socialdemocrazia contro la reazione e la guerra. Blum si disse non sorpreso dall'«alleanza di Hitler con i comunisti», avendo «avuto molte occasioni per dimostrare che i due movimenti avevano alla base un retroterra comune», e dato che «frequenti esperienze» avevano «mostrato quanto facilmente le masse popolari inorganiche passavano dal comunismo al fascismo o viceversa». L'«accoppiamento di comunismo e populismo» (il DVP), essendo quest'ultimo espressione della grande industria, gli appariva invece come «qualcosa di sicuramente mostruoso». In seguito Blum indicò la principale ragione della sconfitta della «coalizione scandalosa» nel fatto che «la parte della classe operaia finora guidata dal comunismo si [era] ribellata alla mostruosa parola d'ordine che le [era] stata dettata dai suoi capi». Il quotidiano socialista francese, nell'esprimere gioia e fierezza per il risultato conseguito dalla «sezione tedesca della nostra Internazionale», accusò il KPD di essersi «associato, alleato, unito a coloro che sono responsabili della reazione, della catastrofe e della guerra! Mai prima d'ora il bolscevismo ha mostrato il suo profondo disprezzo per gli interessi del proletariato in modo più chiaro! Mai prima d'ora il comunismo moscovita ha tradito in modo più cinico la causa degli operai che hanno riposto in esso la loro fiducia e la loro speranza».
Tra i critici vi fu anche Isaac Steinberg, socialrivoluzionario di sinistra russo in esilio in Germania e già commissario del popolo per la giustizia della Russia bolscevica. Nell'articolo che dedicò alla votazione prussiana – pubblicato anche dall'Avanti!, organo di stampa dei socialisti massimalisti italiani diretto a Parigi da Angelica Balabanoff – Steinberg biasimò la politica comunista nei riguardi della socialdemocrazia, pur condannando quest'ultima come forza politica senza un chiaro programma e completamente allo sbando. Secondo l'esule russo, dopo aver in un primo momento escluso la possibilità di «fare causa comune colle bande degli assassini fascisti», i comunisti avevano scelto di aderire al plebiscito e così facendo avevano portato lo scompiglio non nelle file della borghesia, come auspicava Thälmann, ma nelle file del proletariato. Steinberg scrisse:
Infine, Steinberg notò che la «linea nazionale» seguita dai comunisti per disposizioni di Mosca creava «sempre più punti di contatto» tra essi e i nazionalsocialisti.

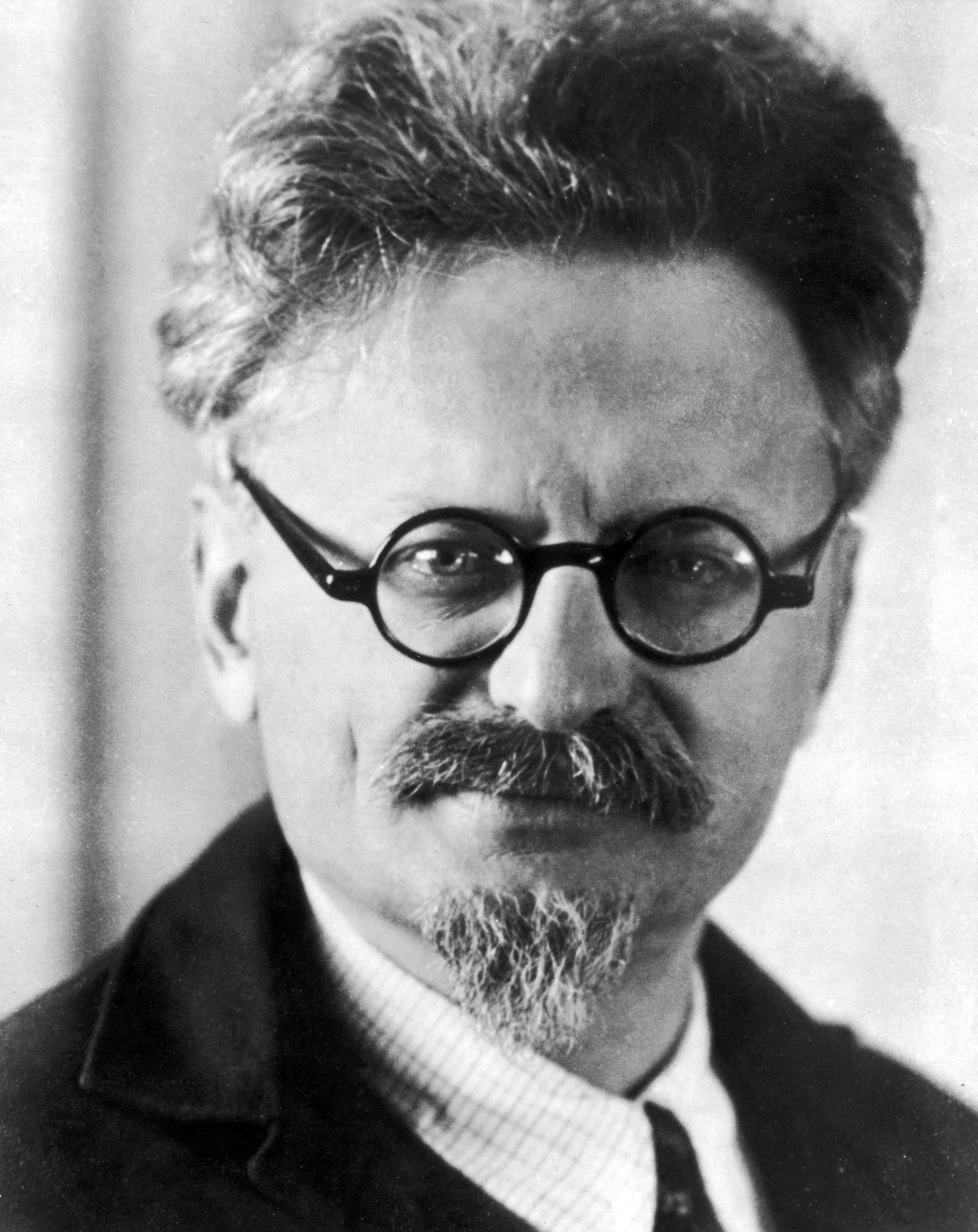
Lev Trockij, capo dell'Opposizione di sinistra internazionale

Dal suo esilio sull'isola turca di Prinkipo, Lev Trockij scrisse un articolo intitolato Contro il nazional-comunismo, in cui attaccava tutta la linea nazionale seguita in quegli anni dal KPD, pur mantenendo ferma la necessità di opporsi alla direzione socialdemocratica. L'articolo così esordiva: «Gli errori del Partito comunista tedesco nella questione del plebiscito rientrano nella categoria degli errori che diventano sempre più evidenti e che rimarranno per sempre nei manuali di strategia rivoluzionaria come esempi di quello che non si deve fare. [...] è sbagliato tutto: la valutazione della situazione è erronea, in modo erroneo è formulato l'obiettivo immediato; erronei sono i mezzi prescelti per realizzarlo». In riferimento alle condizioni poste dal KPD al governo prussiano per evitare l'adesione del partito al plebiscito, Trockij notò in primo luogo che così facendo si era tentato un fronte unico con i capi socialdemocratici ("dall'alto"). Ciò contraddiceva tanto il proclamato principio per cui il fronte unico andava cercato solo con la base ("dal basso"), quanto la teoria del socialfascismo: «Se la socialdemocrazia non rappresenta che una variante del fascismo, come è possibile presentare ai socialfascisti una proposta ufficiale di comune difesa della democrazia?». Inoltre, mentre erano state poste delle condizioni ai socialdemocratici per formare un fronte unico con essi, per formare un fronte unico con i nazionalsocialisti non era stata posta a questi ultimi alcuna condizione. Trockij affermò che in quest'occasione comunisti e nazionalsocialisti avevano effettivamente formato un fronte unico, ma respinse la tesi socialdemocratica per cui essi sarebbero stati politicamente contigui:
Non abbiamo alcun motivo di appoggiare il governo Braun, di assumercene la benché minima responsabilità di fronte alle masse o di attenuare minimamente la nostra lotta politica contro il governo Brüning e la sua agenzia prussiana. Ma abbiamo ancor meno motivo di aiutare i fascisti a sostituire il governo Brüning-Braun. Perché, se accusiamo giustamente la socialdemocrazia di aver sgomberato la strada al fascismo, nostro compito non può essere quello di accorciare la strada che il fascismo stesso deve percorrere.»
Agli occhi di Trockij, l'unico passaggio del discorso di Thälmann del 24 luglio ad apparire «una seria giustificazione della svolta» era quello per cui il plebiscito avrebbe favorito una «mobilitazione extraparlamentare di massa». Tuttavia, secondo il rivoluzionario russo, una prospettiva del genere era impedita dai rapporti di forza sfavorevoli: «Scendere in piazza con la parola d'ordine: "Abbasso il governo Brüning-Braun!", quando, stando ai rapporti di forza, un tale governo non può essere sostituito che da un governo Hitler-Hugenberg è puro avventurismo». Evocando le fasi preliminari della rivoluzione d'ottobre, Trockij rilevò che i bolscevichi non si erano rifiutati di combattere il reazionario Kornilov per "vendetta" contro i menscevichi e i socialrivoluzionari del governo provvisorio di Kerenskij, che pure li aveva perseguitati, ma avevano prima fermato Kornilov e poi rovesciato Kerenskij. Secondo Trockij, con la strategia della "rivoluzione popolare" «la burocrazia staliniana tende sempre di più ad agire contro il fascismo valendosi delle sue stesse armi: prende a prestito i colori della sua tavolozza politica e cerca di superarlo in un clamoroso rilancio di patriottismo. Non sono metodi e principî di una politica di classe, ma procedimenti concorrenziali piccolo-borghesi», attraverso i quali «il marxismo è stato tradito nei suoi principî per ottenere una migliore contraffazione della ciarlataneria fascista». Da tale «volgare concorrenza con il fascismo» derivava l'adesione del KPD al plebiscito: «voi avete una rivoluzione popolare, ma ce l'abbiamo anche noi; per voi la liberazione nazionale è il criterio supremo, anche per noi è così; voi dichiarate guerra al capitalismo occidentale, noi promettiamo la stessa cosa; voi avete il plebiscito, anche noi ne faremo uno, e migliore, un "plebiscito rosso"». Si trattava dunque del prodotto di «una degenerazione ideologica del partito ormai molto avanzata. Malgrado questo, resta l'avventura più vergognosa che si sia mai vista». Avendo avvantaggiato tutte le forze politiche e indebolito il KPD, «[n]on si poteva rendere miglior servigio al capitalismo tedesco e mondiale». Trockij criticò anche l'assenza nel partito di un serio dibattito interno, domandando polemicamente quale fosse «l'origine», da lui ritenuta non bolscevica, «dell'attuale spaventoso "monolitismo", di una funesta unanimità che fa di ogni svolta di maldestri dirigenti una legge assoluta per un partito gigantesco». Infine, il capo dell'Opposizione di sinistra accusò il capo dell'URSS: «Stalin ha spinto il Comitato centrale tedesco tramite i suoi agenti e per parte sua si è tirato prudentemente indietro. In caso di successo della nuova politica, tutti i Manuil'skij e tutti i Remmele dichiareranno che l'iniziativa era di Stalin. In caso di insuccesso, Stalin avrà modo di trovare il colpevole».
Nel maggio 1932, il gruppo trockista Nuova Opposizione Italiana – sezione italiana dell'Opposizione di sinistra guidata da Pietro Tresso, Alfonso Leonetti e Paolo Ravazzoli, espulsi dal Partito Comunista d'Italia nel 1930 – analizzò l'andamento dei risultati elettorali in Prussia dal 1928 al 1932 sul proprio bollettino pubblicato a Parigi e commentò: «la burocrazia stalinista non sa nutrirsi che di gridi sterili e di illusioni retoriche. Con la politica del socialfascismo, di cui il coronamento si ha nel blocco con Hitler per il rovesciamento del governo socialdemocratico di Prussia (famoso plebiscito rosso), con una tale politica imbecille e criminale, i frutti non tardano a maturare, e sono frutti nefasti».

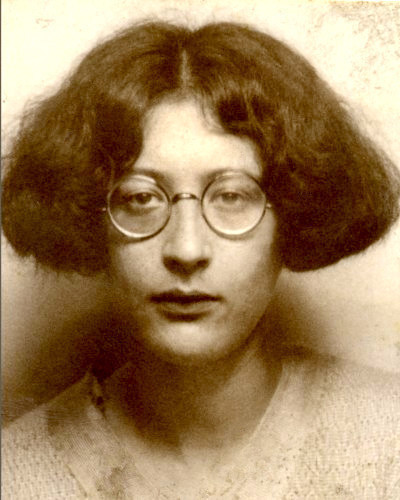
Simone Weil, filosofa francese

La filosofa francese Simone Weil, allora vicina ad ambienti trockisti, esaminò la situazione politica tedesca in una serie di scritti del 1932. Weil notò che, per effetto della teoria del socialfascismo, di fronte alla crescita del movimento hitleriano il KPD, anziché cercare il fronte unico con i socialdemocratici, rimaneva inerte e – scrisse – «[n]ella sua superbia, si accontenta di definire fascista tutto quanto non è comunista». Dopo essersi recata a Berlino nell'agosto 1932, la filosofa francese si soffermò diffusamente sui peculiari rapporti tra comunisti e nazionalsocialisti. Agli occhi di Weil i comunisti, se per un verso «si lasciano accecare dal disgusto legittimo che ispira loro la socialdemocrazia» al ricordo delle repressioni di Gustav Noske, dall'altro lato sono animati da
Tuttavia, osserva Weil, se nella base del partito coesistevano atteggiamenti contrastanti nei confronti dei socialdemocratici e dei nazionalsocialisti, erano «i sentimenti ben comprensibili, ma così pericolosi, di odio verso i socialdemocratici, e d'indulgenza o persino di simpatia verso gli hitleriani», a essere «incoraggiati, in molte occasioni, dalla politica imposta al partito dall'apparato».
Nell'analisi di Weil, il KPD «come tutte le sezioni dell'Internazionale, è organicamente subordinato all'apparato di Stato russo» e i suoi errori principali «e cioè la lotta settaria contro la socialdemocrazia considerata come "il nemico principale", il sabotaggio del fronte unico, la partecipazione al cosiddetto "plebiscito rosso", la vergognosa demagogia nazionalista – sono stati imposti al partito dall'Internazionale», che a sua volta cura gli interessi dello Stato russo, «distinti da quelli del proletariato mondiale» e in parte anche opposti; in particolare, secondo Weil, l'orientamento nazionalista del KPD ai tempi del primo piano quinquennale «corrispondeva perfettamente alla politica estera dell'URSS, allora preoccupata soprattutto di impedire alla Francia di attirare la Germania in un blocco antisovietico». Weil così descrive la «situazione di quei sette decimi della popolazione tedesca che aspirano al socialismo»:
Sempre in campo trockista, Peter Petroff e sua moglie Irma, emigrati nel Regno Unito dalla Germania dopo l'avvento del regime nazista, analizzarono le cause della vittoria di Hitler in un volume pubblicato nel 1934 dagli scrittori Leonard e Virginia Woolf. Secondo i Petroff, in occasione del plebiscito i comunisti tedeschi su ordine di Mosca «si imbrigliarono come terzo cavallo alla carrozza fascista» accanto allo Stahlhelm e all'NSDAP, dopo che nella campagna elettorale dell'anno precedente avevano fatto ampio uso di slogan nazionalisti, dando vita a «una spregevole corsa tra nazisti e comunisti per la palma della demagogia».
Critiche al KPD furono mosse anche dal periodico bordighista Prometeo, stampato a Bruxelles, che conformente alla propria impostazione astensionista definì le votazioni «battaglie cartacee che nulla potranno mai risolvere» e commentò: «L'opportunismo ha condotto il partito fino all'abisso, fino a confondersi con l'iniziativa dei fascisti, fino a trasformarsi in una pedina di manovra delle lotte elettorali dove sempre si inganna il proletariato e dove il partito non dovrebbe intervenire che per dimostrarne il significato rivoluzionario».

## Il "plebiscito rosso" nella letteratura antistalinista

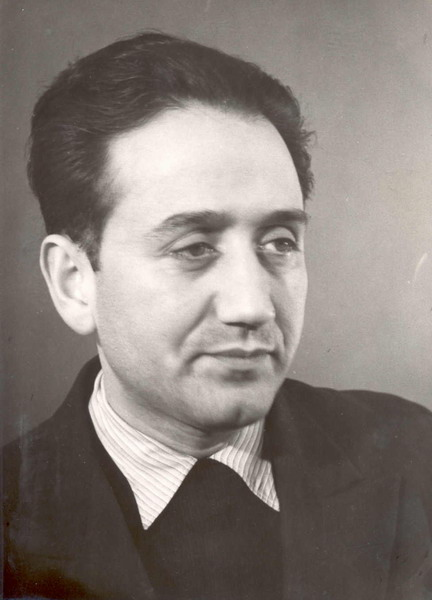
Ignazio Silone, scrittore italiano

Lo scrittore Ignazio Silone, anch'egli espulso dal Partito Comunista d'Italia nel 1931 per la sua opposizione alla politica stalinista, nell'opera del 1938 La scuola dei dittatori scrive che il KPD «tentò di arginare la penetrazione del nazionalsocialismo nelle file operaie, rivalizzando con esso in demagogia patriottica» (il riferimento è alla Dichiarazione programmatica per la liberazione nazionale e sociale del popolo tedesco del 1930), e dunque

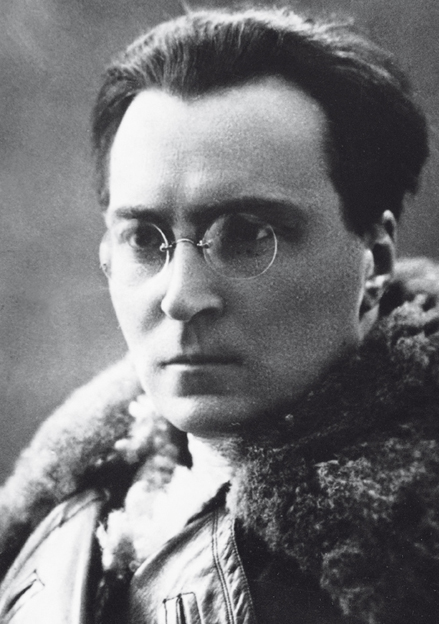
Victor Serge, scrittore sovietico in esilio

Lo scrittore trockista Victor Serge critica il "plebiscito rosso" nel suo romanzo del 1939 È mezzanotte nel secolo, attraverso i giudizi espressi dai protagonisti, dei dissidenti sovietici deportati. In una discussione sulla situazione in Germania, ambientata in un momento precedente alla votazione, uno dei deportati sostiene che la politica antisocialdemocratica alla base dell'iniziativa «puzza di sconfitta». Per bocca di un altro personaggio, Serge fa anche riferimento alla teoria – all'epoca seguita dalla corrente di "sinistra" del KPD che faceva capo a Neumann e Remmele – per cui l'avvento al potere di Hitler avrebbe aperto la strada a una rivoluzione comunista, rilevando che la presa del potere dei nazisti invece rafforzò unicamente il dominio di Stalin sull'URSS:
In una biografia di Stalin pubblicata nel 1940, Serge accenna in una nota alle «responsabilità di Stalin nell'avvento del nazismo in Germania», biasimando la politica mirante a «passare sul corpo della socialdemocrazia socialfascista per vincere il fascismo». Serge rileva che il mantenimento della candidatura di Thälmann al secondo turno delle elezioni presidenziali del 1925 aveva favorito la vittoria del conservatore Hindenburg, mentre in Prussia i comunisti scelsero di «unirsi ai nazisti, al di fuori del "plebiscito rosso", per cacciare dal potere il governo socialdemocratico di Berlino». Secondo Serge, queste manovre ebbero l'effetto di «creare una massa fluttuante di circa due milioni di disoccupati i quali ora votavano per i comunisti ed ora per i nazisti, assicurando sulle piazze la preponderanza alle bande hitleriane, mentre la collaborazione sincera, se fosse stata possibile, fra i socialisti e i comunisti avrebbe potuto probabilmente sbarrare la strada al nazismo nel 1931-1932».

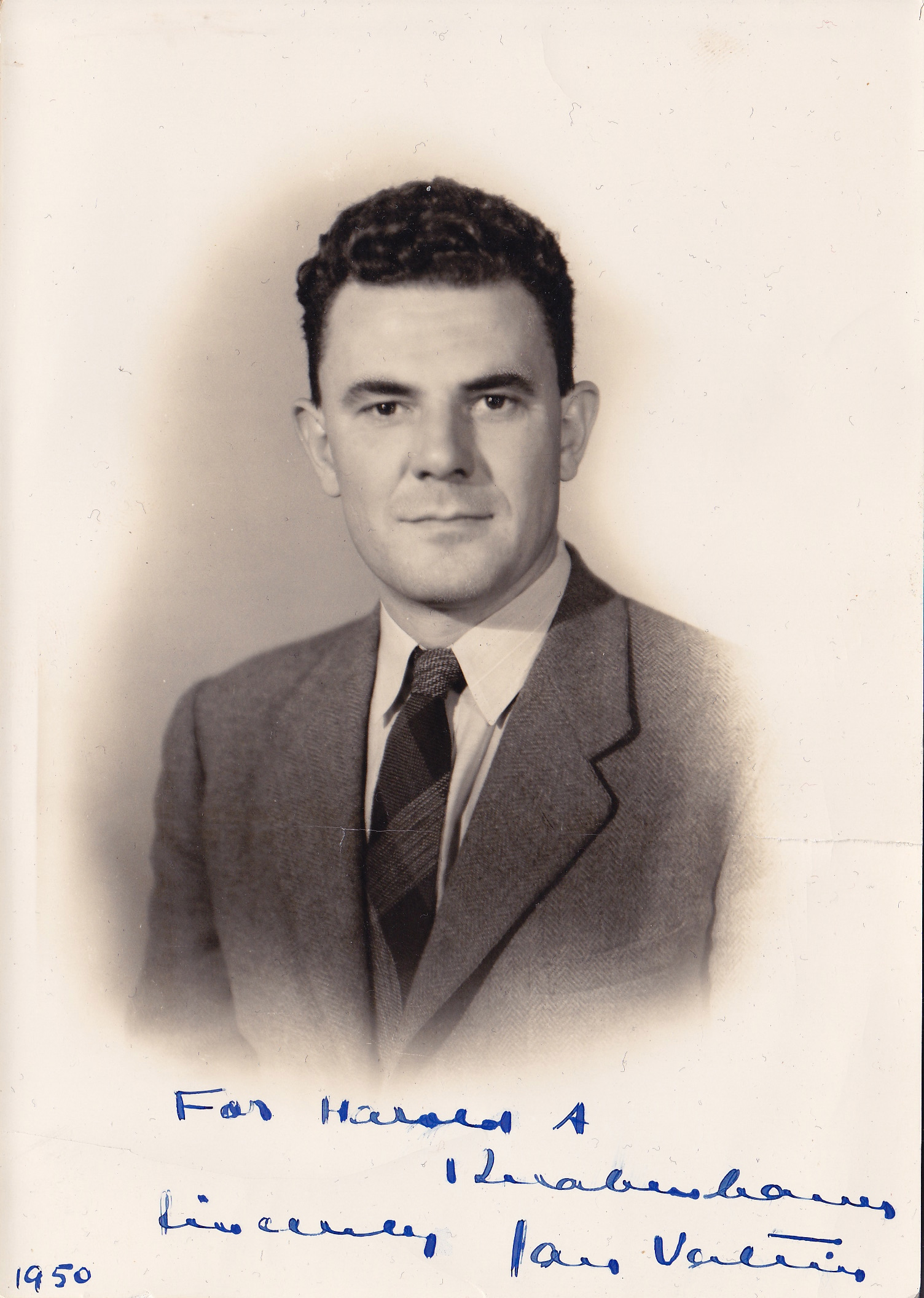
Jan Valtin, scrittore tedesco

Il plebiscito è menzionato anche dallo scrittore tedesco Jan Valtin, ex agente segreto al servizio del Comintern, nella sua autobiografia romanzata Out of the Night pubblicata negli Stati Uniti nel 1941 ottenendo un grande successo di vendite, ma la cui attendibilità è controversa. Valtin, che all'epoca era un militante del KPD, colloca il plebiscito in un contesto in cui comunisti e nazionalsocialisti «unirono le forze per tagliare la gola a una democrazia già vacillante. Fu una strana alleanza, mai ufficialmente proclamata o riconosciuta né dalla burocrazia rossa né da quella bruna, ma un fatto orribile comunque». Valtin scrive che nella base del partito molti resistettero sotterraneamente a tale linea, ma che lui fu invece tra gli elementi fedeli alle direttive del Comitato centrale, per cui «una tregua temporanea e un'azione combinata venivano concordate tra i seguaci di Stalin e di Hitler ogni volta che essi intravedevano un'opportunità per attaccare e interrompere riunioni e manifestazioni del fronte democratico». Valtin riporta che nel solo 1931 partecipò «a dozzine di tali imprese terroristiche insieme ai più violenti elementi nazisti». In merito al plebiscito, l'autore riferisce che le perplessità nella base comunista circa l'opportunità di aderire all'iniziativa delle destre furono vinte dalla direzione del Comintern, cosicché «mentre i gruppi terroristici comunisti e nazisti facevano fuoco l'un contro l'altro in schermaglie notturne, i comunisti si recavano lealmente alle urne per dare i loro voti a sostegno di una campagna lanciata dal monarchico Hugenberg e dal fascista Hitler». Riguardo alla generale politica del KPD, Valtin commenta: «I migliori alleati involontari di Hitler eravamo noi, i comunisti».

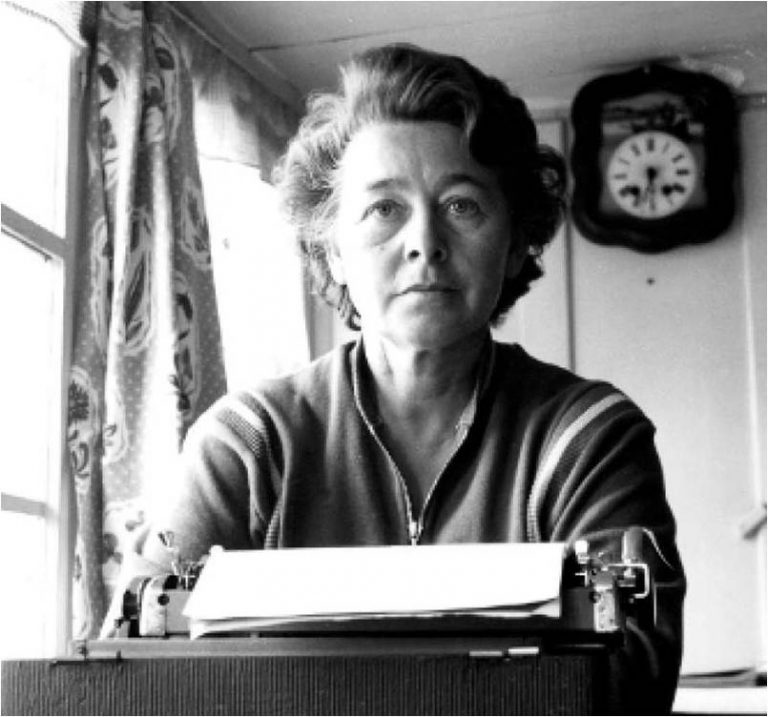
Margarete Buber-Neumann, scrittrice tedesca e in passato compagna del dirigente comunista Heinz Neumann, fucilato dai sovietici nel 1937

Riferimenti alla consultazione prussiana del 9 agosto 1931 sono presenti anche nei libri autobiografici di Margarete Buber-Neumann, in gioventù militante comunista e compagna del dirigente del KPD Heinz Neumann. In Prigioniera di Stalin e Hitler, pubblicato per la prima volta in lingua svedese nel 1948, Buber-Neumann narra della sua sorte dopo che nel 1937 il compagno fu fucilato nell'ambito delle Grandi purghe: dapprima internata per due anni nel gulag di Karaganda e poi, dopo essere stata riconsegnata nel 1940 alla Germania nazista a seguito del patto Molotov-Ribbentrop, imprigionata nel campo di concentramento di Ravensbrück fino al termine della guerra. Dopo la liberazione dal lager, Buber-Neumann è ospitata da una famiglia di comunisti espulsi dal partito nel 1931 con l'accusa di trockismo e raccoglie lo sfogo del capofamiglia:
L'autrice torna sull'argomento nel libro del 1957 Da Potsdam a Mosca, che è dedicato alla memoria di Heinz Neumann e ripercorre gli eventi che portarono prima alla sua destituzione e poi alla sua uccisione: «Il giorno in cui si svolse il "plebiscito rosso", uno dei più oscuri della storia del partito comunista tedesco, sugli edifici dei seggi elettorali le bandiere rosse con falce e martello sventolarono accanto alle bandiere rosse con il simbolo della svastica».

## Valutazioni storiografiche
Nella storiografia il plebiscito prussiano del 9 agosto 1931 è generalmente considerato il «momento culminante» della lotta contro la socialdemocrazia condotta dai comunisti in demagogica competizione con i nazisti. È inoltre ampiamente condivisa la valutazione per cui la partecipazione comunista al plebiscito indetto dalle forze di destra approfondì il conflitto politico con i socialdemocratici, allontanò le basi operaie dei due partiti e quindi ostacolò la formazione di un fronte unico contro la minaccia sempre più incombente di una conquista del potere da parte dei nazisti.
Un giudizio critico sul "plebiscito rosso" è espresso anche nell'opera storiografica ufficiale del Comitato centrale del Partito Socialista Unificato di Germania (SED), il partito egemone della Repubblica Democratica Tedesca, nato nel 1946 dalla fusione forzata delle forze del KPD e dell'SPD nella Germania orientale occupata dai sovietici. Nell'opera, curata dal segretario Walter Ulbricht, il crollo della Repubblica di Weimar è trattato nel quarto volume, pubblicato nel 1966 allorché il processo di destalinizzazione era ormai consolidato. Il coinvolgimento del KPD nel plebiscito è giudicato una «decisione errata gravida di conseguenze» (folgenschwere Fehlentscheidung), che avrebbe interrotto «gli sforzi del KPD, [fino a quel momento] coronati dal successo, per la creazione di un fronte di unità proletaria». La tesi espressa nel volume per cui i soli responsabili del "plebiscito rosso" sarebbero stati Neumann e Stalin venne accettata, con la dovuta distanza, anche dagli studiosi della Germania federale fino alla riunificazione del 1990. Le storiografie orientale e occidentale dunque si trovarono insolitamente a convergere sulla tesi per cui il KPD era stato costretto da Mosca a partecipare al plebiscito e quindi ad agire «contro i propri interessi».
Paolo Spriano tratta l'argomento nel secondo volume della sua storia del PCI, dato alle stampe nel 1969. Secondo Spriano, «Fatti come quello del plebiscito prussiano provano [...] che la propaganda comunista non ha presa sulle masse socialdemocratiche. E come potrebbe averla se i comunisti uniscono i loro voti a quelli dei nazisti contro cui gli operai si trovano di fronte quotidianamente? Si verifica piuttosto il caso di elettori comunisti che votano contro la direttiva del partito [non vanno a votare, ndr]».
Nell'introduzione alla raccolta degli scritti di Togliatti del periodo 1929-1935, pubblicata nel 1973, Ernesto Ragionieri scrive che alla «ricostruzione dei fatti che assegna la maggiore responsabilità per quella decisione agli intrighi di Heinz Neumann» appoggiati da Stalin «fa però difetto l'analisi del terreno sul quale questo terremoto politico poté verificarsi, e cioè il regime interno del Partito comunista tedesco e dell'Internazionale comunista nonché delle prospettive generali di valutazione della situazione nelle quali esso maturò», per cui «neppure l'insuccesso clamoroso cui il plebiscito andò incontro portò ad una rettifica di giudizio».
Aldo Agosti, nel terzo volume del suo studio sulla Terza Internazionale edito nel 1979, definisce il plebiscito «un episodio che resta ancora per molti aspetti oscuro, ma che in ogni caso fu gravido di conseguenze negative per il movimento operaio tedesco». Agosti si esprime in termini ipotetici in merito alla decisione del KPD di partecipare al plebiscito, ma ritiene ad ogni modo certo l'intervento in tal senso del CEIC, sollecitato da Neumann e approvato da Stalin e Molotov, interessati a sabotare la politica di avvicinamento alla Francia intrapresa da Brüning. Aggiunge inoltre che «il brusco dietrofront operato dal KPD, di cui Pjatnitskij al XII Plenum menò grande vanto [...], era in realtà una spia del suo limitato grado di autonomia e della sclerotizzazione del suo gruppo dirigente».
Christian Striefler, in uno studio del 1993 sui rapporti tra KPD e NSDAP al tramonto della Repubblica di Weimar, ricostruisce il dibattito sulle azioni congiunte dei due partiti in relazione alla teoria del totalitarismo, la quale tende ad assimilare fascismo e comunismo contrapponendo entrambi alla democrazia liberale. Gli autori liberali sostenitori del sistema democratico di Weimar hanno posto l'accento sul disprezzo per il parlamentarismo che accomunava comunisti e nazisti e sull'effetto distruttivo avuto sull'ordinamento democratico dalle loro azioni comuni. Gli studiosi più vicini al comunismo, in disaccordo con la teoria del totalitarismo, hanno citato i frequenti scontri tra i militanti dei due partiti come prova dell'impegno antifascista del KPD e hanno sottolineato la diversità dei loro obiettivi, ritenendo che alla base delle azioni congiunte vi fossero delle mere considerazioni tattiche a breve termine. Dal canto suo, Striefler ritiene che il plebiscito prussiano e lo sciopero dei trasporti di Berlino del 1932, assurti a «cavalli di battaglia della teoria del totalitarismo», dimostrino che l'ostilità tra i due partiti non venne mai meno e che entrambi miravano all'annientamento della democrazia "formale" quale passaggio necessario per combattere la battaglia definitiva l'uno contro l'altro. Quanto alla partecipazione del KPD al plebiscito, Striefler ritiene «ragionevole» la tesi per cui essa fu decisa principalmente nell'interesse della politica estera sovietica, intenzionata a indebolire l'SPD filoccidentale, anche considerato che la decisione fu presa dal Comintern negli stessi giorni in cui Brüning era a Parigi in visita di Stato.
Nel 2007 lo storico tedesco Bert Hoppe ha pubblicato uno studio sul rapporto tra il KPD e Stalin, realizzato grazie all'accesso agli ex archivi sovietici aperti nel 1991 in quella che è ricordata come "rivoluzione degli archivi" (Archivrevolution), che secondo Hoppe ha offerto agli storici del comunismo e dell'Unione Sovietica «opportunità di ricerca che prima potevano solo sognare». Hoppe scrive che il plebiscito è esemplificativo del «modo caotico in cui venivano determinate la politica e le decisioni del Comintern» e dimostra «che il KPD non era diretto in un modo freddo e calcolato, ma che i comunisti a volte prendevano le loro decisioni politiche per istinto – orientati dalle loro percezioni distorte e guidati dalle loro aspettative rivoluzionarie». Prese in esame le diverse interpretazioni storiografiche elaborate nei decenni precedenti su entrambi i versanti della cortina di ferro, Hoppe afferma che la tesi per cui si sarebbe trattato di un'iniziativa del solo Neumann approvata da Stalin è viziata da una personalizzazione «secondo il consueto modello del capro espiatorio». Lo storico giudica «fuorviante» anche la tesi, sostenuta dalla storiografia occidentale sulla base del presupposto che il Comintern fosse principalmente uno strumento di politica estera dell'Unione Sovietica, per cui Mosca avrebbe schierato il KPD contro i socialdemocratici, considerati dall'XI Plenum del CEIC i «promotori e difensori più attivi» di un fronte antisovietico, per evitare che esercitassero pressioni sul governo tedesco affinché si avvicinasse alla Francia. Hoppe rileva in proposito che nel febbraio 1931 l'ambasciatore sovietico a Berlino, Chinčuk, in un rapporto inviato a Mosca tre giorni dopo l'abbandono del Reichstag da parte dell'NSDAP, scrisse che l'accresciuta influenza dell'SPD sul governo non avrebbe aggravato le relazioni tedesche con l'URSS né migliorato quelle con la Francia. Nella primavera del 1931 dunque Mosca non prese alcuna iniziativa per spingere il KPD a intensificare gli attacchi contro l'SPD, mentre l'idea di rovesciare il governo Braun attraverso una petizione popolare era già stata autonomamente valutata dalla direzione del partito tedesco in gennaio.
Hoppe individua le motivazioni che indussero la direzione del Comintern a schierare il KPD a sostegno del plebiscito nell'effettiva condivisione della tesi di Neumann per cui nell'estate del 1931 il collasso del capitalismo sarebbe stato imminente, nonché nell'intenzione di affossare definitivamente l'NSDAP approfondendone la crisi aperta dalla rivolta di Stennes. Secondo Hoppe, il Comintern riteneva che sottrarre agli estremisti di destra la conduzione della lotta contro il governo prussiano avrebbe permesso al KPD di conquistare i loro elettori (da qui la direttiva rivolta nel luglio 1931 dalla direzione del KPD ai funzionari del partito di «mettere in primo piano» la tematica nazionale e la lotta contro il piano Young), mentre la prospettiva di una partecipazione nazionalsocialista al nuovo governo prussiano era considerata «una tappa intermedia, un costo accettabile» sulla strada della rivoluzione comunista.
Alla luce delle nuove acquisizioni documentali sul plebiscito, Bernhard H. Bayerlein giudica «insufficiente» la tesi del «fronte unico rossobruno contro la socialdemocrazia», poiché la motivazione che indusse il KPD a partecipare «non era unire le forze con i nazionalsocialisti, ma piuttosto mostrare di essere determinato a prevenirli, a plasmare attivamente il plebiscito [secondo i propri obiettivi] e quindi a impossessarsi dell'iniziativa». Lo studioso ritiene «ancora plausibile» la tesi secondo cui la campagna era funzionale alla politica estera di Stalin in quanto poteva sabotare i tentativi del governo Brüning di raggiungere un'intesa con la Francia.